# Bătălia de pe Antietam
Bătălia de pe Antietam (pronunțat în engleză /ænˈtiːtəm/), cunoscută și ca bătălia de la Sharpsburg, în special în Sudul Statelor Unite, s-a desfășurat la 17 septembrie 1862, între Armata Virginiei de Nord⁠(d) a generalului confederat Robert E. Lee și Armata Potomacului⁠(d) condusă de generalul unionist George B. McClellan, în apropiere de Sharpsburg⁠(d), pe malurile pârâului Antietam, în cadrul Campaniei din Maryland⁠(d). A fost prima ciocnire la nivel de armată de câmp de pe teatrul de est al Războiului Civil American⁠(d) desfășurată pe pământul Uniunii și rămâne și astăzi cea mai sângeroasă zi din istoria Statelor Unite, cu un număr total de 22.717 morți, răniți și dispăruți.
După ce l-a urmărit pe generalul confederat⁠(d) Robert E. Lee până în Maryland, gen-mr.⁠(d) George B. McClellan al Armatei Uniunii⁠(d) a lansat atacuri împotriva armatei lui Lee, aflată pe poziții defensive în spatele pârâului Antietam. În zorii zilei de 17 septembrie, corpul gen-mr. Joseph Hooker⁠(d) a lansat un puternic atac asupra flancului stâng al lui Lee. Atacuri și contraatacuri s-au succedat peste lanul de porumb al lui Miller, și luptele au gravitat în jurul bisericii dunkeriste⁠(d). Asalturile Uniunii către Sunken Road au străpuns în cele din urmă centrul confederat, dar avantajul federalilor nu a fost capitalizat. După-amiaza, corpul general-maiorului unionist Ambrose Burnside a intrat în acțiune, capturând un pod de piatră peste pârâul Antietam și avansând împotriva flancului drept confederat. Într-un moment crucial, a sosit divizia confederată a gen-mr. Ambrose Powell Hill⁠(d) de la Harpers Ferry⁠(d) și a lansat un contraatac surpriză, care l-a împins înapoi pe Burnside și a încheiat bătălia. Deși depășit numeric, doi la unu, Lee și-a angajat întreaga forță, în timp ce McClellan a trimis mai puțin de trei sferturi din armata lui, ceea ce i-a permis lui Lee să blocheze înaintarea federalilor. În timpul nopții, ambele armate și-au consolidat liniile. În ciuda pierderilor grele, Lee a continuat să se mai ciocnească cu McClellan și de-a lungul zilei de 18 septembrie, în timp ce își retrăgea armata lovită la sud de Râul Potomac.
În ciuda faptului că avea superioritate numerică, atacurile lui McClellan nu au reușit să atingă o concentrare de forțe⁠(d), ceea ce i-a permis lui Lee să își mute trupele pe liniile interioare⁠(d) pentru a răspunde la toate provocările. Prin urmare, în ciuda amplelor rezerve de forțe care ar fi putut fi utilizate pentru a exploata succesele localizate, McClellan nu a reușit să distrugă armata lui Lee. Credința persistentă, dar greșită, a lui McClellan că este depășit numeric a contribuit la prudența lui pe tot parcursul campaniei.
McClellan a oprit invazia Marylandului de către Lee, dar Lee a reușit să-și retragă armata înapoi în Virginia, fără vreo intervenție din partea precautului McClellan. Refuzul lui McClellan de a urmări armata lui Lee a condus la îndepărtarea sa din postul de comandă de către președintele Abraham Lincoln în noiembrie. Deși rezultatul a fost neconcludent tactic, trupele confederate s-au retras primele de pe câmpul de luptă, rezultând o victorie strategică a Uniunii. A fost o victorie suficient de importantă pentru a-i da lui Lincoln încrederea de a-și anunța Proclamația de Emancipare, care a descurajat orice posibilă intenție a guvernelor britanic și francez de a recunoaște Confederația.

## Context: Campania din Maryland
Confederația
     Uniunea
Armata Virginiei de Nord⁠(d) a lui Robert E. Lee—aproximativ 55.000 de oameni—a pătruns în statul Maryland la 3 septembrie 1862, după victoria sa în a doua bătălie de pe Bull Run, pe 30 august. Încurajată de succes, conducerea confederată a pus la cale mutarea războiului pe teritoriul inamicului. Invazia Marylandului de către Lee trebuia să se desfășoare concomitent cu o invazie a statului Kentucky de către armatele lui Braxton Bragg⁠(d) și Edmund Kirby Smith⁠(d). Era necesară și din motive logistice, întrucât fermele din nordul Virginiei erau golite de alimente. După evenimente ca revoltele din Baltimore⁠(d) din primăvara anului 1861 și după ce președintele Lincoln a trebuit să treacă prin oraș deghizat în drum spre inaugurarea sa, liderii Confederației presupuneau că Marylandul ar saluta venirea forțelor confederate. Trupele intonau melodia „Maryland, My Maryland⁠(d)!” în timpul marșului, dar în toamna lui 1862 sentimentele unioniste erau dominante, mai ales în părțile de vest ale statului. Civili, în general, se ascundeau în casele lor când armata lui Lee trecea prin orașele lor, sau îi priveau cu o tăcere rece, în timp ce Armata Potomacului⁠(d) a fost aplaudată și încurajată. Unii politicieni confederați, inclusiv președintele⁠(d) Jefferson Davis, credeau că perspectiva recunoașterii internaționale ar crește dacă Confederația ar câștiga o victorie militară pe pământul Uniunii; o astfel de victorie ar putea aduce recunoașterea și sprijinul financiar al Regatului Unit și al Franței, deși nu există nicio dovadă că Lee ar fi crezut că Confederația ar trebui să-și fundamenteze planurile militare pe această posibilitate.

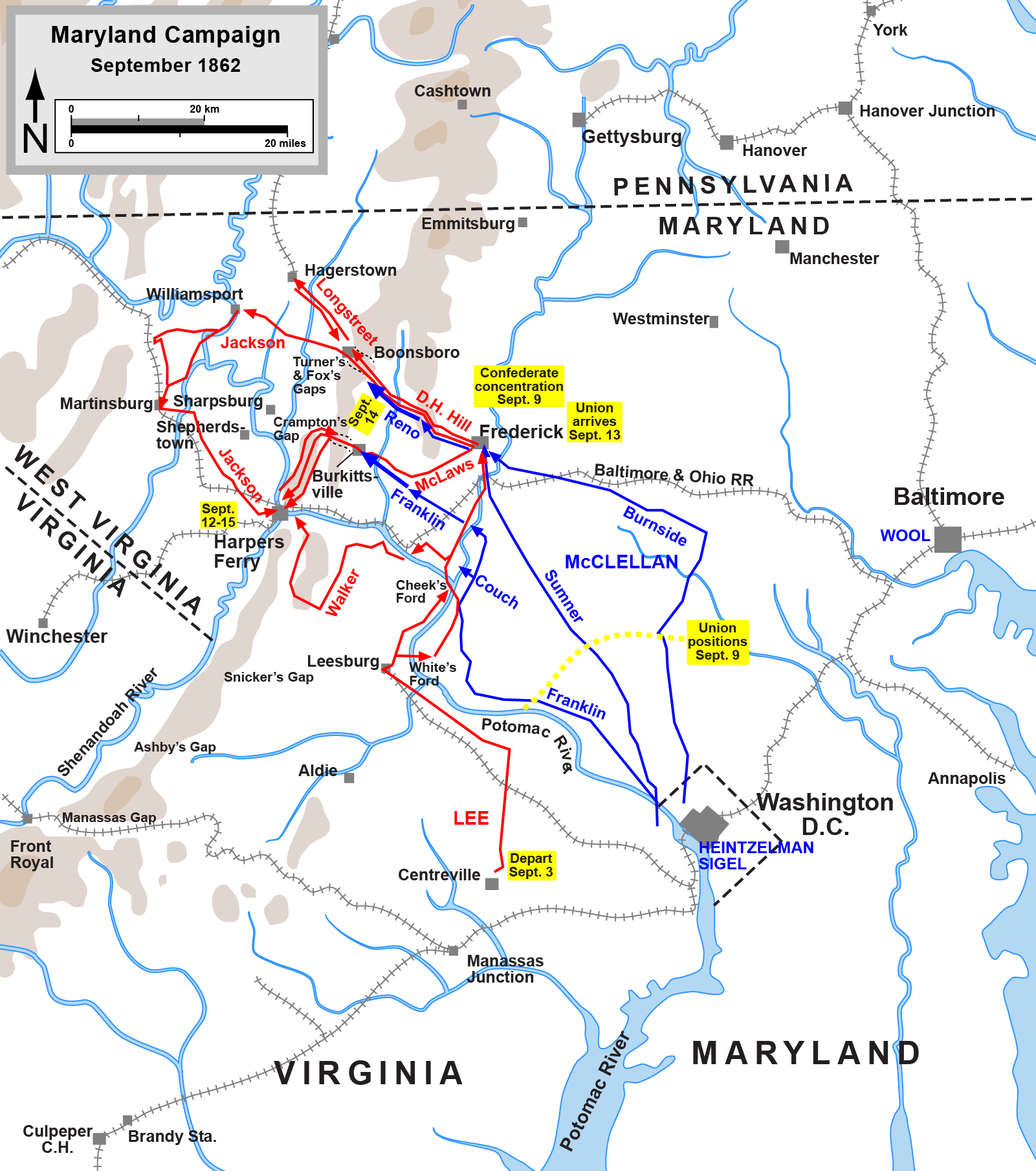
Campania din Maryland, acțiunile din 3-15 septembrie 1862
Confederația
Uniunea

În timp ce cei 87.000 de oameni ai Armatei Potomacului⁠(d) conduse de McClellan se deplasau pentru a-l intercepta pe Lee, doi soldați unioniști (caporalul Barton W. Mitchell și sergentul John M. Bloss⁠(d) din Regimentul 27 Voluntari Indiana) au descoperit o copie rătăcită a planurilor detaliate de luptă ale lui Lee—Ordinul Special 191⁠(d)—înfășurată în jurul a trei trabucuri. Ordinul indica că Lee și-a divizat armata și și-a dispersat porțiunile geografic (la Harpers Ferry, Virginia de Vest⁠(d), și Hagerstown⁠(d)), ambele fiind izolate una de alta și ușor de învins dacă McClellan ar putea să se miște destul de repede. McClellan a așteptat aproximativ 18 ore înainte de a hotărî să profite de această informație și să-și repoziționeze forțele, irosind astfel o oportunitate de a-l învinge decisiv pe Lee.
Au fost două ciocniri semnificative în campania din Maryland înainte de marea bătălie de pe Antietam: capturarea orașului Harpers Ferry⁠(d) de către gen-mr. Thomas J. "Stonewall" Jackson și asaltul lui McClellan prin Blue Ridge Mountains în Bătălia de la South Mountain⁠(d). Prima a fost importantă, deoarece o mare parte din armata lui Lee era absentă la începutul bătăliei de pe Antietam, ocupându-se de capitularea garnizoanei Uniunii; cea de a doua, deoarece apărarea robustă a Confederației în două pasuri montane au amânat înaintarea lui McClellan suficient pentru Lee să-și concentreze restul armatei sale în Sharpsburg.

## Forțele opuse
Armata Potomacului⁠(d), condusă de gen-mr. George B. McClellan, susținută de unități absorbite din Armata Virginiei⁠(d) a lui John Pope⁠(d), cuprindea șase corpuri de infanterie.
Corpul I⁠(d), sub gen-mr. Joseph Hooker⁠(d), constat din diviziile:

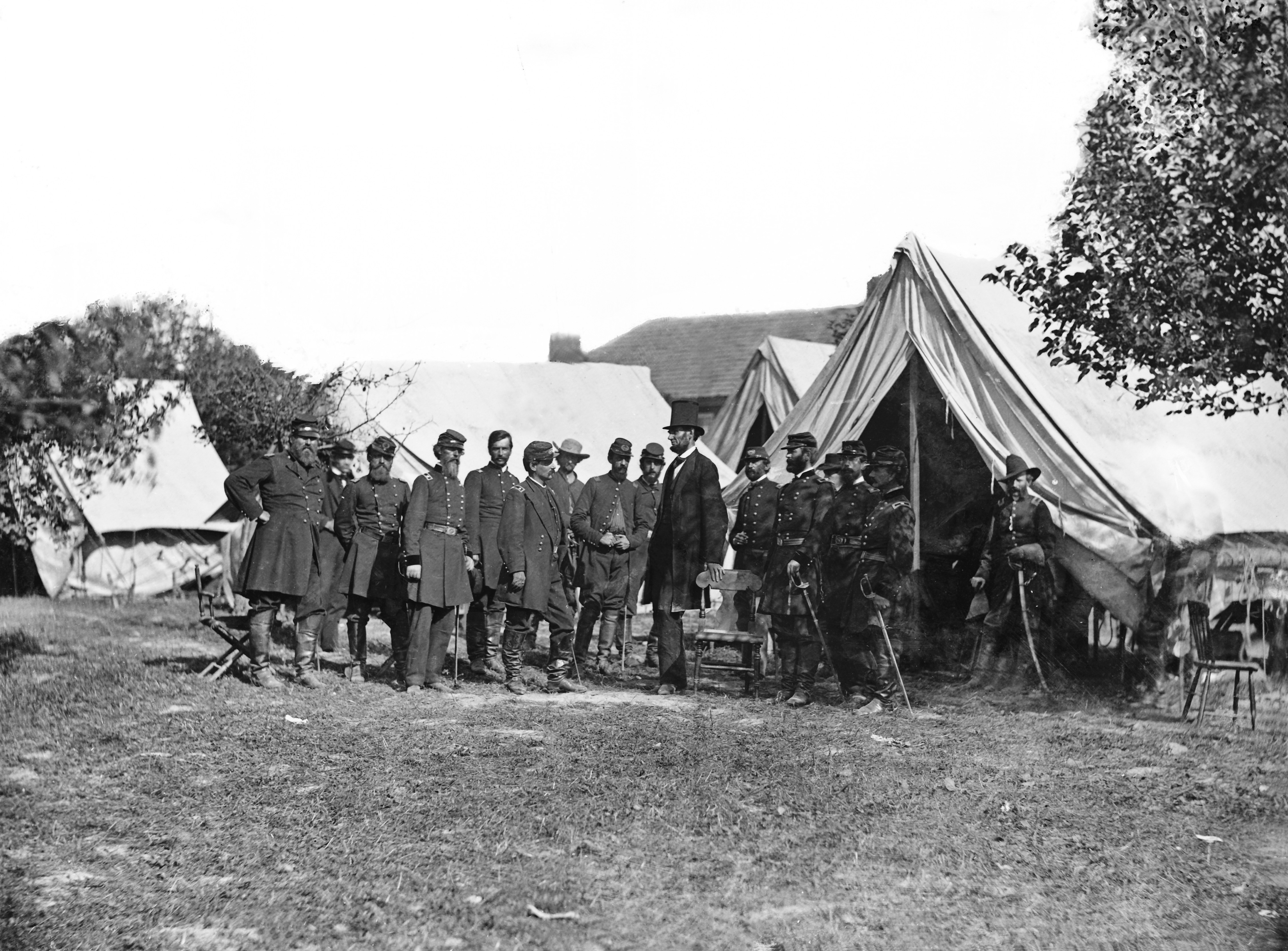
Lincoln cu McClellan și personalul de la the Grove Farm după bătălie. Figuri notabile (de la stânga) sunt 1. Col. ; 4. Generalul ; 5., șeful de personal al Corpului V; 6. McClellan;. 8. Dr. ; 10. Lincoln; 11. ; 12. ; 15. ; 16. căpitanul George Armstrong Custer.

- generalului de brigadă Abner Doubleday⁠(d) (brigăzile colonelului Walter Phelps⁠(d), și generalilor de brigadă. Marsena R. Patrick⁠(d) și John Gibbon⁠(d), și a lt. Col.⁠(d) William J. Hofmann).
- generalului de brigadă James B. Ricketts⁠(d) (brigăzile generalului de brigadă Abram Duryée⁠(d), a colonelului William H. Christian, și a generalului de brigadă George Lucas Hartsuff⁠(d)).
- generalului de brigadă George Meade (brigăzile generalului de brigadă Truman Seymour⁠(d), colonelului Albert Magilton și lt. col. Robert Anderson).

Corpul II⁠(d), sub gen-mr. Edwin Vose Sumner⁠(d), consta din diviziile:
- gen-mr. Israel Bush Richardson⁠(d) (brigăzile generalilor de brigadă John Curtis Caldwell⁠(d) șiThomas Francis Meagher⁠(d), și a col. John Rutter Brooke⁠(d)).
- gen-mr. John Sedgwick (brigăzile generalilor de brigadă Willis A. Gorman⁠(d), O. Oliver Howard⁠(d), și Napoleon J.T. Dana⁠(d)).
- generalului de brigadă William H. French⁠(d) (brigăzile generalului de brigară Nathan Kimball⁠(d), col. Dwight Morris, și gen-br. Max Weber).

Corpul V⁠(d), sub gen-mr. Fitz John Porter⁠(d), consta din diviziile:
- gen-mr. George W. Morell⁠(d) (brigăzile col. James Barnes⁠(d), gen. brig. Charles Griffin⁠(d), și col. T. B. W. Stockton).
- generalului de brigadă George Sykes⁠(d) (brigăzile lt. col. Robert C. Buchanan⁠(d), maiorului Charles S. Lovell, și col. Gouverneur Kemble Warren⁠(d)).
- gen. brig. Andrew A. Humphreys⁠(d) (brigăzile gen. brig. Erastus B. Tyler⁠(d) și col. Peter H. Allabach⁠(d)).

Corpul VI⁠(d), sub gen-mr. William B. Franklin⁠(d), constat din diviziile:
- gen-mr. Henry Warner Slocum Sr.⁠(d) (brigăzile col. Alfred T. A. Torbert⁠(d), col. Joseph J. Bartlett⁠(d), și gen. brig. John Newton⁠(d)).
- gen-mr. William F. "Baldy" Smith⁠(d) (brigăzile generalilor de brigadă Winfield Scott Hancock⁠(d) și William T. H. Brooks⁠(d) și a colonelului William H. Irwin).
- o divizie din Corpul IV⁠(d) sub gen-mr. Darius N. Couch⁠(d) (brigăzile generalilor de brigadă Charles Devens⁠(d), Albion P. Howe⁠(d), și John Cochran⁠(d)).

Corpul IX⁠(d), sub gen-mr. Ambrose E. Burnside (gen-brig. Jacob D. Cox⁠(d) a exercitat comanda operațională în timpul luptei), consta din diviziile:
- gen. brig. Orlando B. Willcox⁠(d) (brigăzile col. Benjamin C. Christ⁠(d) și Thomas Welsh⁠(d)).
- gen. brig. Samuel D. Sturgis⁠(d) (brigăzile gen. brig. James Nagle⁠(d) și Edward Ferrero⁠(d)).
- gen. brig. Isaac P. Rodman⁠(d) (brigăzile col. Harrison Stiles Fairchild⁠(d) și Edward Harland⁠(d)).
- Divizia Kanawha⁠(d), sub comanda col. Eliachim P. Scammon⁠(d) (brigăzile col. Hugh Boyle Ewing⁠(d) și George Crook⁠(d)).

Corpul XII⁠(d), sub gen-mr. Joseph K. Mansfield⁠(d), consta din diviziile:
- gen. brig. Alpheus S. Williams⁠(d) (brigăzile gen. brig. Samuel W. Crawford, Jr.⁠(d) și George Henry Gordon⁠(d)).
- gen. brig. George S. Greene⁠(d) (brigăzile lt. col. Hector Tyndale⁠(d), col. Henry J. Stainrook⁠(d), și col. William B. Goodrich).

Divizia de cavalerie a gen. brig. Alfred Pleasonton⁠(d) consta din brigăzile maiorului Charles J. Merlan și coloneilor John F. Farnsworth⁠(d), Richard H. Rush, Andrew T. Rush, și Benjamin F. Davis⁠(d).

### Confederația
Armata Virginiei de Nord⁠(d) a generalului Lee a fost organizată în două mari corpuri de infanterie.
Primul Corp, sub gen-mr. James Longstreet, consta din diviziile:
- gen-mr. Lafayette McLaws⁠(d) (brigăzile gen. brig. Joseph Brevard Kershaw⁠(d), Howell Cobb⁠(d), Paul Jones Semmes⁠(d), și William Barksdale⁠(d)).
- gen-mr. Richard H. Anderson⁠(d) (brigăzile coloneilor Alfred Cumming, W. A. Parham, și Carnot Posey⁠(d), și ale gen. brig. Lewis Armistead⁠(d), Roger A. Pryor⁠(d), și Ambrose R. Wright⁠(d)).
- gen. brig. David R. Jones⁠(d) (brigăzile gen brig. Robert A. Toombs⁠(d), Thomas Drayton⁠(d), Richard B. Garnett⁠(d), James L. Kemper⁠(d), și col. Joseph T. Walker și George T. Anderson⁠(d)).
- gen. brig. John G. Walker⁠(d) (brigăzile colonelului Van. H. Manning⁠(d) și gen. brig. Robert Ransom, Jr.⁠(d)).
- gen. brig. John Bell Hood⁠(d) (brigăzile coloneilor William T. Wofford⁠(d) și Evander M. Law⁠(d)).
- Brigada independentă sub generalul Nathan G. "Shanks" Evans⁠(d).

Al doilea Corp, sub gen-mr. Thomas J. "Stonewall" Jackson, consta din diviziile:
- gen. brig. Alexander Lawton⁠(d) (brigăzile col. Douglas Marcellus⁠(d), gen. brig. Jubal Early⁠(d), col. James A. Walker⁠(d), și gen. brig. Harry T. Hays⁠(d)).
- gen-mr. Ambrose Powell Hill⁠(d) (Divizia Ușoară — brigăzile gen. brig. Lawrence O'Bryan Branch⁠(d), Maxcy Gregg⁠(d), James J. Archer⁠(d), și William Dorsey Pender⁠(d), și ale col. John M. Brockenbrough⁠(d) și Edward Lloyd Thomas⁠(d)).
- gen. brig. John R. Jones⁠(d) (brigăzile col. A. J. Grigsby⁠(d), Edward Tiffin Harrison Warren⁠(d), Bradley Tyler Johnson⁠(d), și gen. brig. William E. Starke⁠(d)).
- gen-mr. Daniel Harvey Hill⁠(d) (brigăzile gen. brig. Roswell S. Ripley⁠(d), Robert E. Rodes⁠(d), Samuel Garland, Jr.⁠(d), George B. Anderson⁠(d) și col. Alfred H. Colquitt⁠(d)).

Restul de unități erau corpurile de cavalerie, sub gen-mr. James Ewell Brown Stuart⁠(d), și artileria de rezervă comandată de gen. brig. William N. Pendleton⁠(d). Al doilea Corp era organizat cu artilerie atașată fiecărei divizii, spre deosebire de primul Corp, care avea artileria rezervată la nivel de corp.

## Preludiul bătăliei

### Dispunerea armatelor

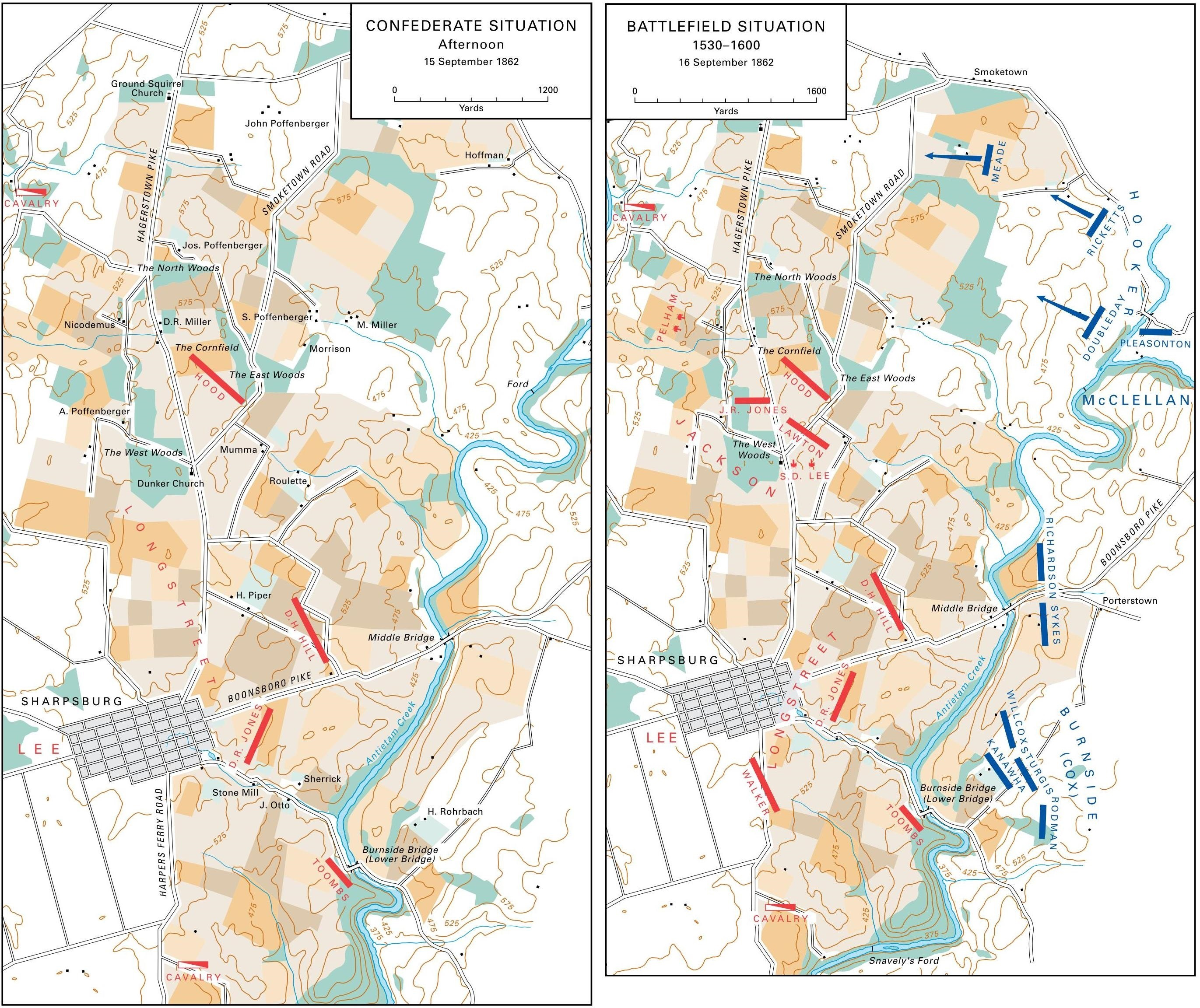
Câmpul de luptă de pe Antietam, situația între 15-16 septembrie 1862

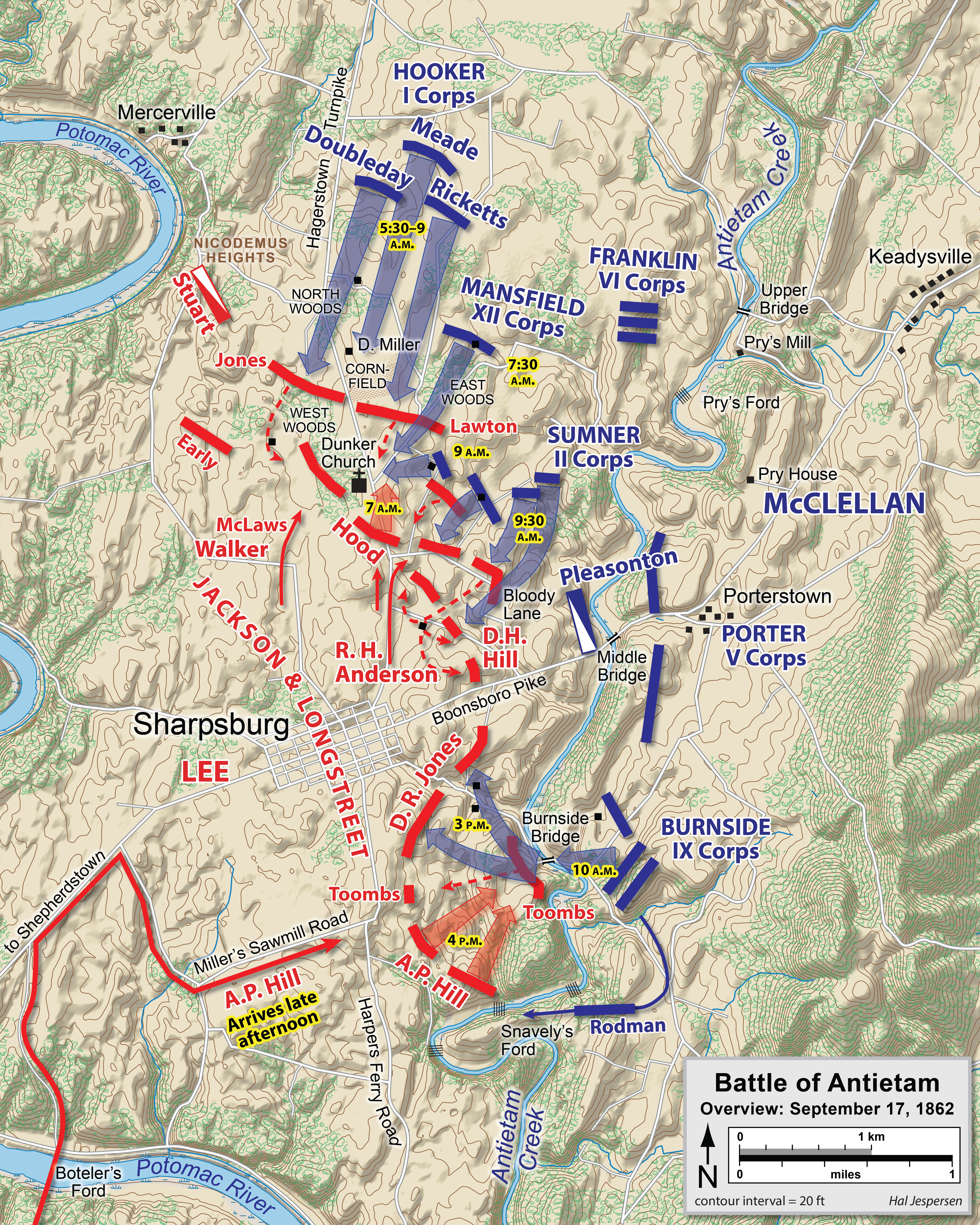
Privire de ansamblu a bătăliei de pe Antietam

În apropierea orașului Sharpsburg, Lee și-a desfășurat forțele disponibile în spatele pârâului Antietam, de-a lungul unei creste joase, începând din 15 septembrie. Era o poziție defensivă eficientă, dar nu de necucerit. Terenul oferea acoperire excelentă pentru infanteriști, cu garduri de fier și de piatră, aflorimente de calcar, cu rigole și ravene. Pârâul era doar o mică barieră, având doar 18–30 m lățime, pe alocuri se putea trece prin vad și avea trei poduri de piatră, fiecare la distanță de o milă unul de altul. Poziție era precară și pentru că spatele confederaților era blocat de Râul Potomac și, dacă ar fi trebuit să se retragă, o puteau face doar printr-un singur punct, vadul lui Boteler de la Shepherdstown⁠(d). (Vadul de la Williamsport⁠(d), era la 16 km nord-vest de Sharpsburg și fusese utilizat de către Jackson în marșul lui către Harpers Ferry. Dispunerea forțelor Uniunii în timpul luptei a făcut nepractică retragerea pe această direcție.) Și pe 15 septembrie, forțele de sub comanda imediată a lui Lee constau din maxim 18.000 de oameni, doar o treime din dimensiunea armatei federale.
Primele două divizii unioniste au sosit în după-amiaza zilei de 15 septembrie, și cea mai mare parte din restul armatei, târziu în acea seară. Deși un atac imediat al Uniunii în dimineața zilei de 16 septembrie ar fi avut un avantaj numeric copleșitor, prudența caracteristică a lui McClellan și convingerea lui că Lee avea chiar 100.000 de oameni în Sharpsburg l-au făcut să întârzie atacul lui cu o zi. Aceasta le-a dat confederaților răgaz să-și pregătească pozițiile defensive și a permis soldaților lui Longstreet să sosească din Hagerstown și corpului lui Jackson, mai puțin divizia lui A. P. Hill, să ajungă de la Harpers Ferry. Jackson a apărat flancul stâng (nordic), ancorat pe Potomac, Longstreet pe cel drept (sudic), ancorat pe Antietam, o linie de aproximativ 6 km lungime. (Pe măsură ce lupta se desfășura și Lee își muta unitățile, limitele aceste corpuri s-au suprapus considerabil.)
În seara zilei de 16 septembrie, McClellan a ordonat Corpului I al lui Hooker să treacă pârâul Antietam și să tatoneze pozițiile inamice. Divizia lui Meade a atacat cu prudență trupele lui Hood în apropiere de East Woods. După lăsarea întunericului, focul de artilerie a continuat în timp ce McClellan își poziționa trupele pentru a doua zi de luptă. Planul lui McClellan era de a copleși flancul stâng al inamicului. El a ajuns la această hotărâre din cauza configurației podurilor peste Antietam. Cel mai mic pod (care în curând avea să fie numit Podul Burnside) era dominat de pozițiile confederate din vârful prăpăstiilor de unde se vedea. Podul din mijloc, de pe drumul dinspre Boonsboro⁠(d), era supus focului de artilerie de pe înălțimile de lângă Sharpsburg. Dar podul cel mai din amonte era la 3 km est de tunurile confederate și putea fi traversat în condiții de siguranță. McClellan plănuia să-și angajeze mai mult de jumătate din armată în atac, începând cu două corpuri, susținute de un al treilea, și, dacă este necesar, de un al patrulea. El intenționa să lanseze simultan un atac de diversiune împotriva flancului drept al Confederației cu un al cincilea corp, și era pregătit să lovească centrul cu rezervele sale dacă atacul reușea. Ciocnirea din East Woods a servit drept semnal al intențiilor lui McClellan pentru Lee, care și-a pregătit apărarea în mod corespunzător. El a mutat oameni pe flancul stâng și a trimis mesaje urgente celor doi comandanți ai săi care nu ajunseseră încă pe câmpul de luptă: Lafayette McLaws cu două divizii și A. P. Hill cu o divizie.

### Relieful și consecințele sale
Planurile lui McClellan au fost slab coordonate și slab executate. El a dat fiecărui comandant subordonat doar ordinele pentru corpul lor, nu un ordin general care să descrie întregul plan de luptă. Relieful câmpului de luptă făcea să le fie dificil comandanților să evalueze evenimente din afara sectoarelor lor, și cartierul general al lui McClellan era la aproape 2 km în urmă (la casa Philip Pry, la est de pârâu), și îi era și lui greu să-și controleze corpurile de armată. Prin urmare, bătălia s-a desfășurat în ziua următoare, în esență, sub forma a trei lupte, în cea mai mare parte necoordonate: dimineața, în capătul de nord al câmpului de luptă, la prânz, în centru, și după-amiaza în sud. Această lipsă de coordonare și de concentrare a forțelor lui McClellan a anulat aproape complet avantajul numeric de 2 la 1 de care se bucura Uniunea și i-a permis lui Lee să-și mute forțele de apărare pentru a satisface fiecare ofensivă.

## Lupta

### Faza de dimineață
Locație: capătul nordic al câmpului de luptă

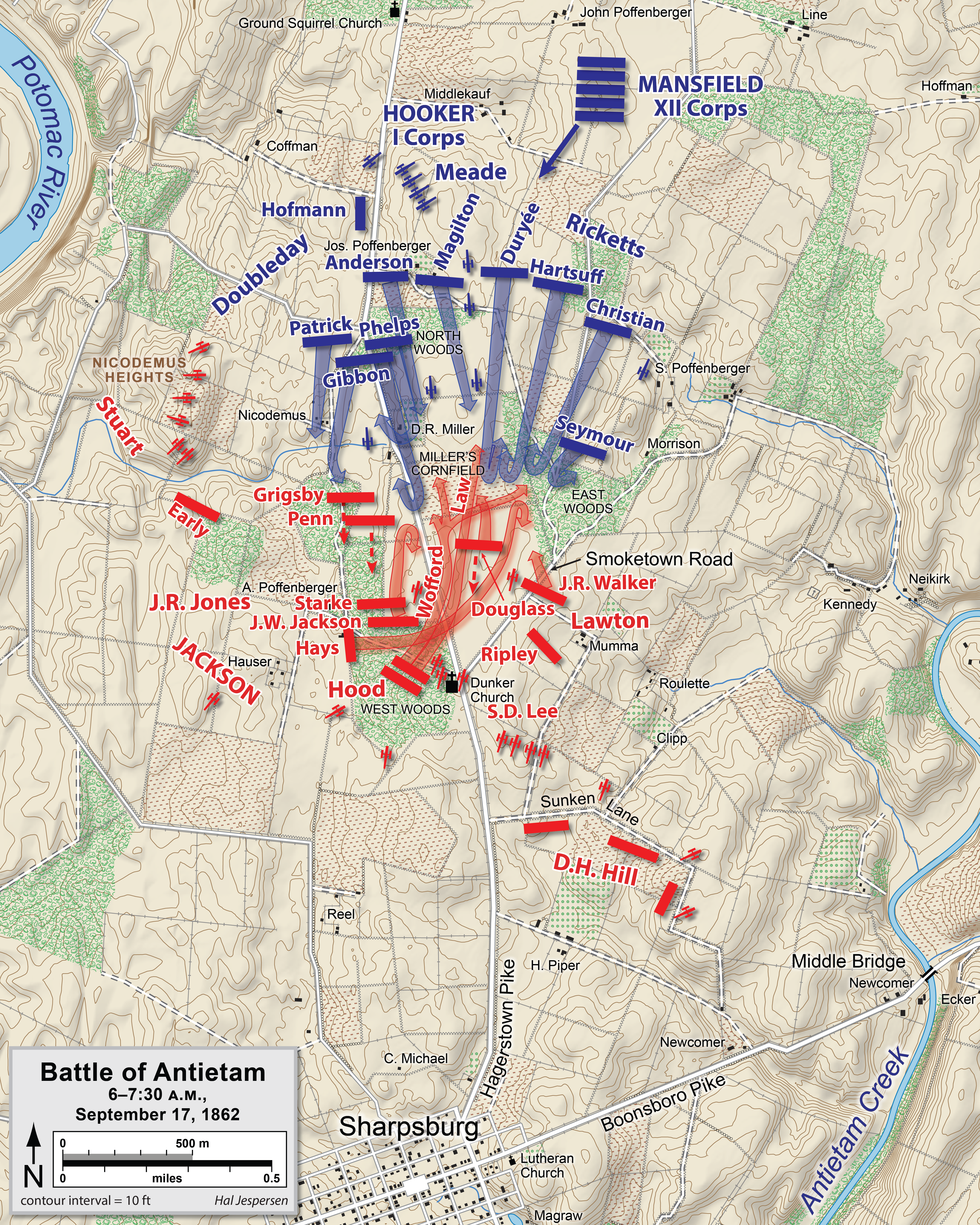
Atacurile Corpului I, 5:30-7:30 a. m.

#### Lanul de porumb
Lupta a început în zorii (pe la 5:30 a.m.) zilei de 17 septembrie, cu un atac de-a lungul Drumului Hagerstown din partea Corpului I al Uniunii condus de Joseph Hooker. Obiectivul lui Hooker era platoul pe care stătea biserica dunkeristă, o modestă clădire văruită care aparținea unei secte locale de baptiști germani⁠(d). Hooker avea aproximativ 8.600 de oameni, puțin mai mult decât cei 7700 de apărătorii sub comanda lui Stonewall Jackson, și această ușoară diferență a fost mai mult decât compensată de pozițiile de apărare puternice ale confederaților. Divizia lui Abner Doubleday s-a deplasat pe dreapta lui Hooker, James Ricketts s-a mutat pe partea stângă în East Woods, și divizia Rezerve Pennsylvania⁠(d) a lui George Meade s-a desfășurat în centrul și ușor spre spate. Apărarea lui Jackson consta din diviziile conduse de Alexander Lawton și John R. Jones, în linie de la West Woods, peste drum, și de-a lungul marginii sudice a lanului de porumb al lui Miller. Patru brigăzi au fost ținute în rezervă West Woods.
Când au ieșit primii unioniști din North Woods în lanul de porumb⁠(d), a izbucnit duel de artilerie. Focul confederației venea de pe bateriile de artilerie trase de cai sub comanda lui Jeb Stuart la vest și de pe cele patru baterii ale colonelului Stephen D. Lee⁠(d) de pe înălțimile de peste drum de biserica dunkeristă la sud. Focul de răspuns al Uniunii a venit de la nouă baterii de pe creasta din spatele North Woods și de la douăzeci de tunuri Parrott⁠(d) de 20 de livre, la 3 km est de pârâul Antietam. Schimbul de focuri a provocat pierderi grele de ambele părți și a fost descris de către colonelul Lee ca un „infern de artilerie”.
Văzând sclipirea baionetelor confederaților ascunși în lanul de porumb, Hooker și-a oprit infanteria și a adus patru baterii de artilerie, care au tras cu proiectile și șrapnel peste capetele infanteriei federale către lan. A izbucnit o luptă sălbatică a, cu multă acțiune corp la corp cu patul puștii și cu baionetele din cauza vizibilității scăzute din porumb. Ofițerii umblau călare înjurând și strigând ordine pe care nimeni nu le putea auzi de zgomot. Puștile s-au încins și au început să dea rateuri de la prea multe focuri trase; aerul se umpluse cu o grindină de gloanțe și obuze.

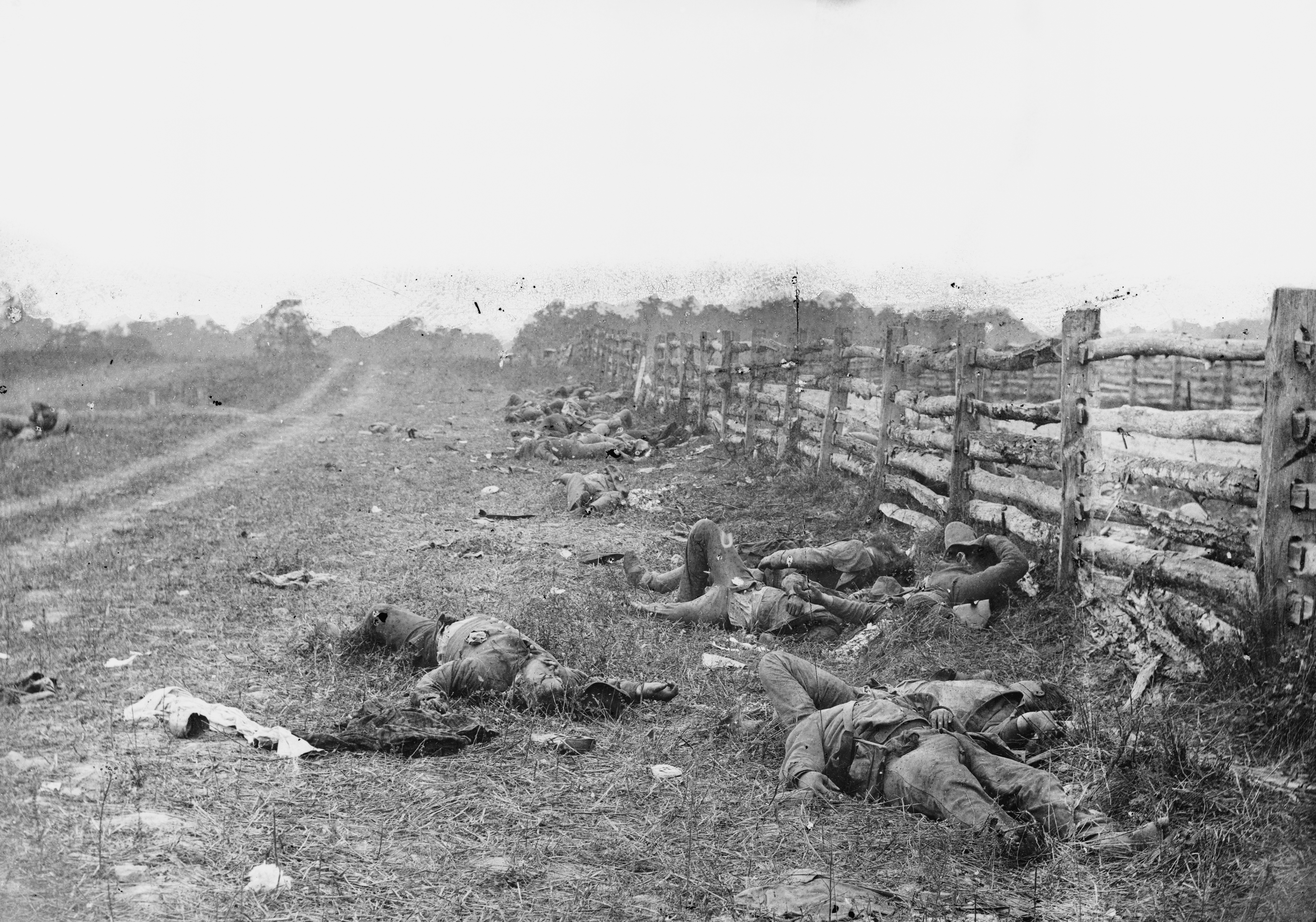
Soldați confederați morți din Brigada Louisiana a lui Starke, pe drumul Hagerstown, la nord de biserica dunkeristă. Fotografie de.

Brigada 1 de pennsylvăneni a lui Meade, sub gen. brig. Truman Seymour, a început să înainteze prin East Woods și să schimbe focuri de armă cu brigada colonelului James Walker cu soldați din Alabama, Georgia și Carolina de Nord. Când oamenii lui Walker i-au împins pe cei ai lui Seymour înapoi, cu ajutorul focului de artilerie al lui, divizia lui Ricketts a intrat și ea în lanul de porumb, doar pentru a fi, de asemenea, distrusă de artilerie. Brigada gen. brig. Avram Duryée a mărșăluit direct în salvele brigăzii Georgia a colonelului Douglas Marcellus. Împotriva unui tir masiv de la o distanță de 230 m, ei nu au obținut niciun avantaj din cauza lipsei de întăriri, așa că Duryée a ordonat retragerea.

Întăririle pe care Duryée le aștepta—brigăzile de sub gen. brig. George L. Hartsuff și col. William A. Christian—au avut dificultăți în a ajunge la locul luptei. Hartsuff a fost rănit de un obuz, iar Christian a descălecat și a fugit în spate speriat. Atunci când oamenii s-au adunat și au înaintat în lanul de porumb, au fost întâmpinați de același foc de artilerie și infanterie ca și predecesorii lor. Când numărul mai mare al unioniștilor a început să își spună cuvântul, brigada „Tiger” din Louisiana sub comanda lui Harry Hays a intrat în luptă și a împins oamenii uniunii înapoi în East Woods. Pierderile suferite de Regimentul 12 Infanterie Massachusetts, de 67%, au fost cele mai ridicate din orice unitate în acea zi. Brigada a fost în cele din urmă învinsă când federalii au adus-o baterie de tunuri de 3 inci⁠(d) și direct în lanul de porumb, tirul de la mică distanță măcelărindu-i pe „Tigri”, care și-au pierdut 323 din cei 500 de oameni.
...cel mai mortal tir din război. Puștile sunt frânte în bucăți în mâinile soldaților, ranițele și harnașamentele sunt pline de gloanțe, morții și răniții cad cu zecile.
În timp ce lanul de porumb rămânea într-un impas sângeros, înaintările federalilor de la câteva sute de metri spre vest au fost mai reușite. Brigada 4 a gen. brig. John Gibbon din divizia lui Doubleday (recent botezată Brigada de Fier⁠(d)) a început înaintarea de-a lungul și de o parte și de alta a drumului în lanul de porumb, și în West Woods, dându-i la o parte pe oamenii lui Jackson. Ei au fost opriți de o șarjă de 1150 de oameni din brigada lui Starke, trăgând puternic de la 27 m distanță. Brigada confederată s-a retras după ce a fost expusă la tirul acerb al Brigăzii de Fier, și Starke a fost rănit mortal. Înaintarea Uniunii către biserica dunkeristă a fost reluată și a deschis o ruptură mare în linia defensivă a lui Jackson, care s-a clătinat aproape de colaps. Deși prețul plătit era greu, corpul lui Hooker făcea progrese constante.
Întăririle confederate au sosit puțin după ora 7. Diviziile conduse de McLaws și Richard H. Anderson au sosit în urma unui marș nocturn din Harpers Ferry. În jurul orei 7:15, generalul Lee a mutat brigada Georgia a lui George T. Anderson de pe flancul drept al armatei pentru a-l ajuta pe Jackson. La 7 dimineața, divizia lui Hood de 2.300 de oameni a înaintat prin West Woods și a împins trupele Uniunii înapoi prin lanul de porumb. Texanii au atacat cu o deosebită ferocitate deoarece fuseseră chemați de pe poziția de rezervă și au fost obligați să-și întrerupă primul mic dejun cald pe care îl serviseră de multe zile. Ei au fost ajutați de trei brigăzi ale diviziei lui D. H. Hill care sosiseră de la Ferma Mumma, la sud-est de lanul de porumb, și de brigada lui Jubal Early, împingând prin West Woods de la Ferma Nicodemus, unde sprijiniseră artileria trasă de cai a lui Jeb Stuart. Unii ofițeri din Brigada de Fier și-au adunat oamenii în jurul tunurilor din Bateria B, Regimentul 4 Artilerie, și Gibbon însuși s-a asigurat că unitatea lui anterioară nu pierde nicio ladă de muniție. Hood a dus însă greul luptelor și a plătit un preț greu—60% victime—dar a reușit să împiedice prăbușirea liniei defensive și a ținut piept Corpului I. Când a fost întrebat de un coleg unde este divizia lui, Hood i-a răspuns, „moartă pe câmp”.

Oamenii lui Hooker au suferit și ei pierderi grele, dar fără a-și atinge obiectivele. După două ore și 2.500 de victime, s-au întors de unde au pornit. Lanul de porumb, o zonă de aproximativ 230 m lungime și 400 m lățime, era un peisaj de nedescris. S-a estimat că lanul de porumb a trecut de la o tabără la alta de nu mai puțin de 15 de ori în cursul dimineții. Maiorul Rufus R. Dawes⁠(d), care a preluat comanda Regimentului 6 Wisconsin al Brigăzii de Fier în timpul luptei avea mai târziu să compare lupta din jurul drumului Hagerstown cu zidul de piatră de la Fredericksburg, „Colțul Sângeros” al Spotsylvaniei⁠(d), și cu „abatorul” de la Cold Harbor⁠(d), insistând că „drumul de pe Antietam le-a întrecut pe toate în dovezi clare ale măcelului”. Hooker a cerut sprijinul celor 7.200 de oameni cin Corpul XII al lui Mansfield.
... fiecare tulpină de porumb din nordul și din cea mai mare parte a lanului era retezată ca cu cuțitul, și [Confederații] uciși erau căzuți în șiruri așa cum stătuseră în formație cu câteva clipe înainte.

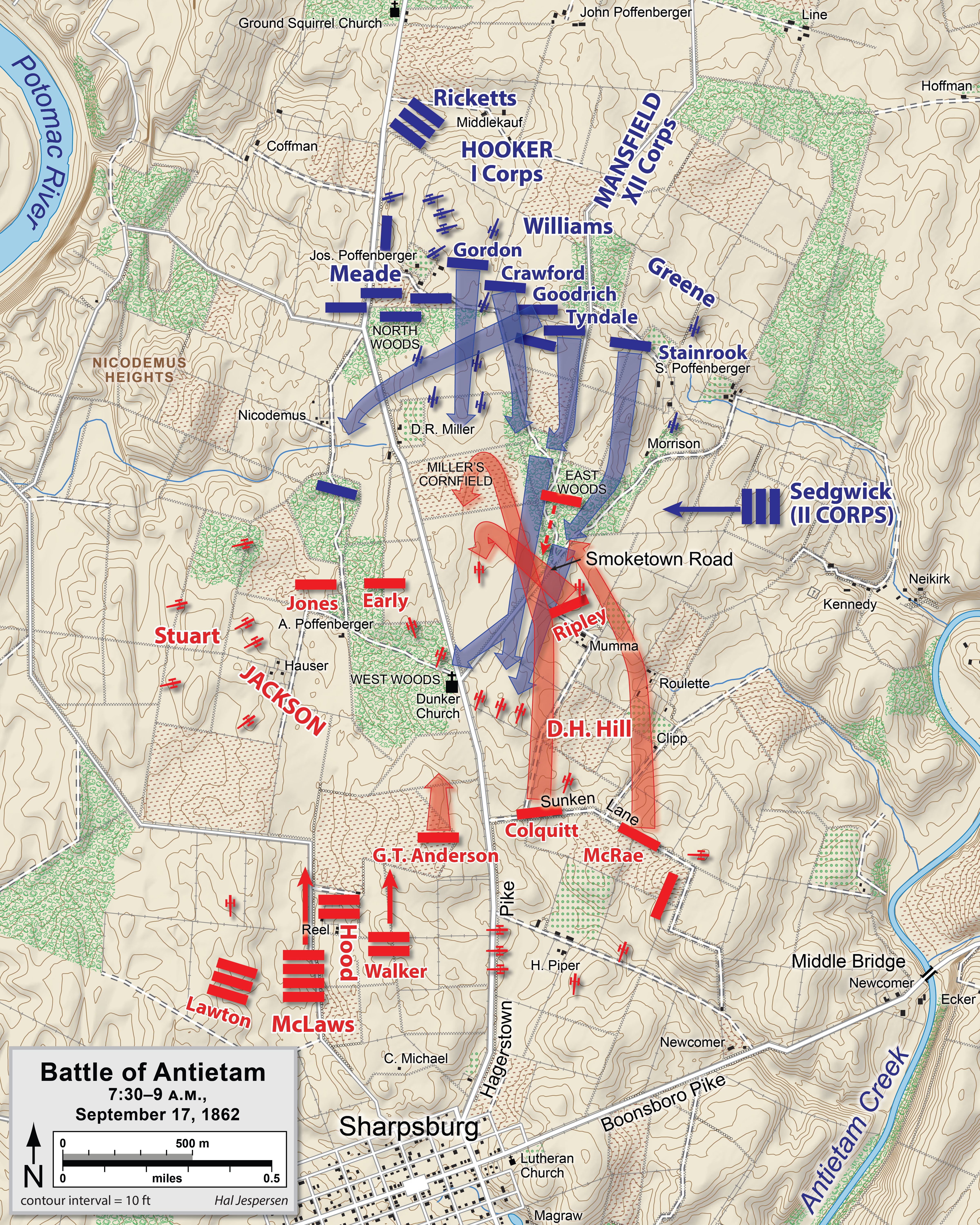
Atacurile Corpului XII, 7:30-9:00 a. m.

Jumătate din oamenii lui Mansfield erau recruți neantrenați, și nici Mansfield însuși nu avea experiență, el preluase comanda doar cu două zile înainte. Deși era un veteran de 40 de ani, el nu condusese niciodată un număr mare de soldați în luptă. De teama că oamenii lui se vor speria când se va trage asupra lor, el i-a dus într-o formație care avea să fie denumită „coloană de companii, închisă în masă”, formațiune adunată în care un regiment era dispus pe zece rânduri în adâncime în loc de două, cum era normal. Când oamenii lui au intrat în Eastern Woods, arătau ca o țintă excelentă pentru artilerie, „aproape la fel de bună ca un hambar”. Mansfield însuși a fost împușcat în piept și a murit a doua zi. Alpheus Williams a preluat temporar comanda Corpului XII.
Noii recruți din Divizia 1 a lui Mansfield nu au făcut niciun progres împotriva liniei lui Hood, care fusese întărită și de brigăzile diviziei lui D. H. Hill conduse de Colquitt și McRae. Divizia a 2-a a Corpului XII, sub George Sears Greene, a pătruns însă printre liniile lui McRae, care au fugit din credința greșită că erau pe cale să fie prinși de un atac pe flancuri. Această ruptură a liniei i-a obligat pe Hood și pe oamenii lui, în inferioritate numerică, să se regrupeze în West Woods, unde începuseră ziua. Greene a reușit să ajungă la biserica dunkeristă, obiectivul inițial al lui Hooker, și a îndepărtat bateriile lui Stephen Lee. Forțele federale au păstrat mare parte din terenul câștigat la est de drum.
Hooker a încercat să adune resturile împrăștiate ale Corpului I pentru a continua atacul, dar un trăgător de la distanță confederat i-a reperat calul alb și l-a împușcat pe Hooker în picior. Comanda Corpului I a revenit apoi în sarcina generalului Meade, deoarece și subordonatul cel mai înalt în grad al lui Hooker, James B. Ricketts, fusese rănit. Dar cu Hooker ieșit din luptă, nu mai era niciun general cu autoritatea de a mobiliza oameni din Corpurile I și XII. Oamenii lui Greene au intrat sub tir intens în West Woods și s-au retras de la biserica dunkeristă.

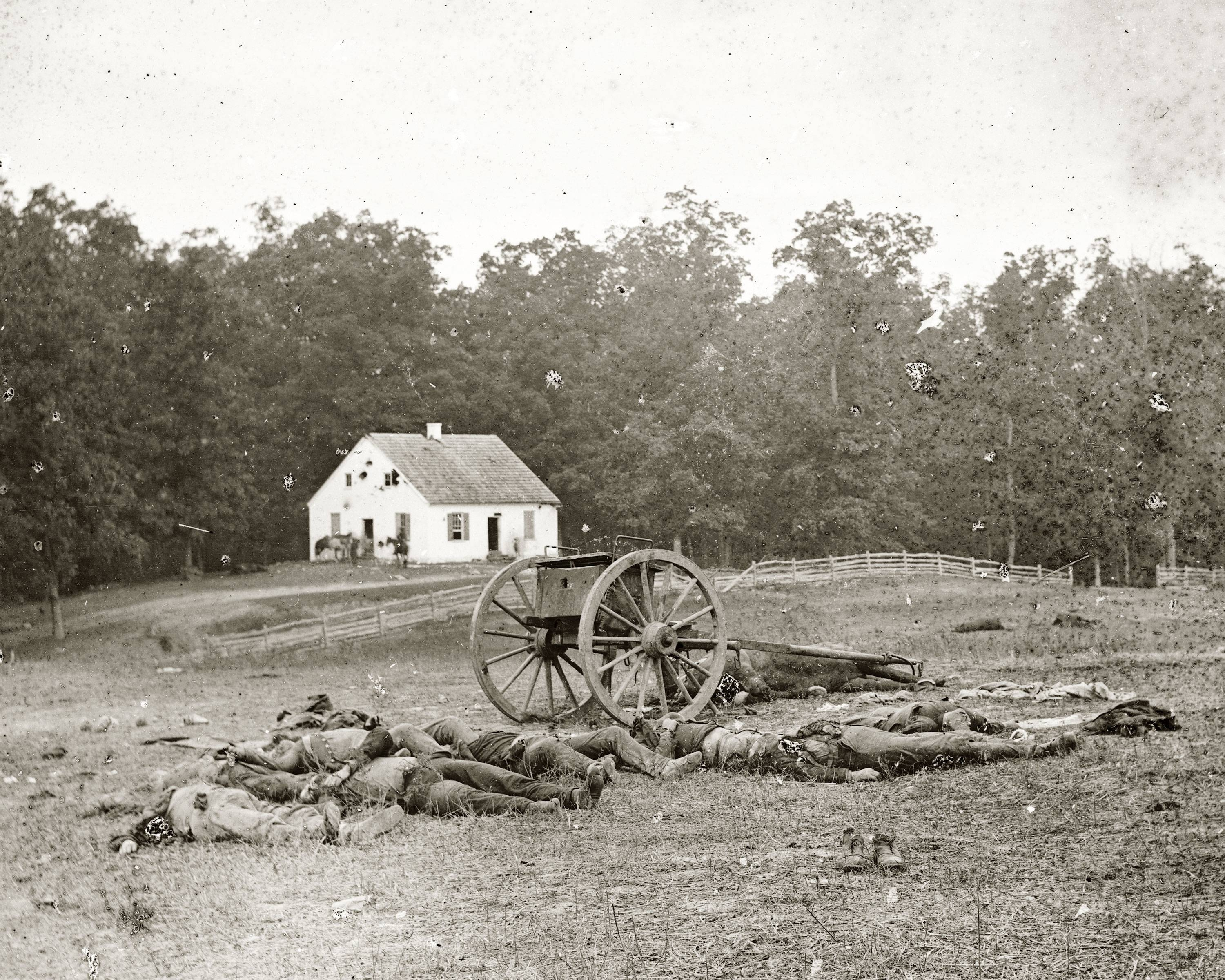
Biserica dunkeristă după 17 septembrie 1862. Aici, morți unioniști și confederației împreună pe câmpul de luptă.

Într-un efort de a întoarce flancul stâng confederat și de a diminua presiunea asupra oamenilor lui Mansfield, Corpul II al lui Sumner a primit la 7:20 a.m. ordin să trimită două divizii în luptă. Divizia lui Sedgwick cu 5400 de oameni a fost prima care a trecut Antietamul prin vad și a intrat în East Woods, cu intenția de a întoarce spre stânga și obligând sudul confederat să ia cu asalt Corpul IX al lui Ambrose Burnside. Dar planul a dat greș. S-au  separat divizia lui de William H. French, iar la ora 9 a.m. Sumner, care însoțea divizia, a lansat atacul într-o formațiune de luptă neobișnuită — cele trei brigăzi în trei linii lungi, oamenii unul lângă altul, cu doar 45–65 m între linii. Au fost atacați mai întâi de artileria confederată și apoi din trei părți de diviziile lui Early, Walker, și McLaws, și în mai puțin de o jumătate de oră Sedgwick oamenii lui au fost forțați să se retragă în dezordine la punctul de pornire, cu peste 2.200 de victime, inclusiv Sedgwick însuși, care a fost scos din acțiune timp de mai multe luni de o rană. Sumner a fost condamnat de majoritatea istoricilor pentru atacul său „imprudent”, lipsa de coordonare cu cartierele generale ale Corpurilor I și XII, pierzând controlul asupra diviziei lui French atunci când a însoțit-o pe cea a lui Sedgwick, neefectuarea de operațiuni adecvate de recunoaștere înainte de lansarea atacului, și alegerea unei formațiuni de luptă neobișnuite, care a fost atât de eficient flancată de contraatacul confederat. Cercetările mai recente ale istoricului M. V. Armstrong au stabilit însă că Sumner a făcut recunoaștere adecvată și că hotărârea lui de a ataca în locul în care a atacat era justificată de informațiile pe care le avea la dispoziție.
Ultimele acțiuni ale fazei de dimineață a luptei au fost în jurul orei 10 dimineața, când două regimente din Corpul XII au înaintat, doar pentru a fi oprite de divizia lui John G. Walker, recent sosit din dreapta confederaților. Ei au luptat în zona dintre lanul de porumb și West Woods, dar în curând oamenii lui Walker au fost împinși înapoi de două brigăzi din divizia lui Greene, și trupele federale au câștigat puțin teren în West Woods.
Faza de dimineață  s-a încheiat cu pierderi totale, de ambele părți, de aproape 13.000 de oameni, inclusiv doi comandanți de corp ai Uniunii.

### Faza de la amiază
Locație: Centrul liniei confederate

#### Drumul Afundat: „Calea Sângelui"

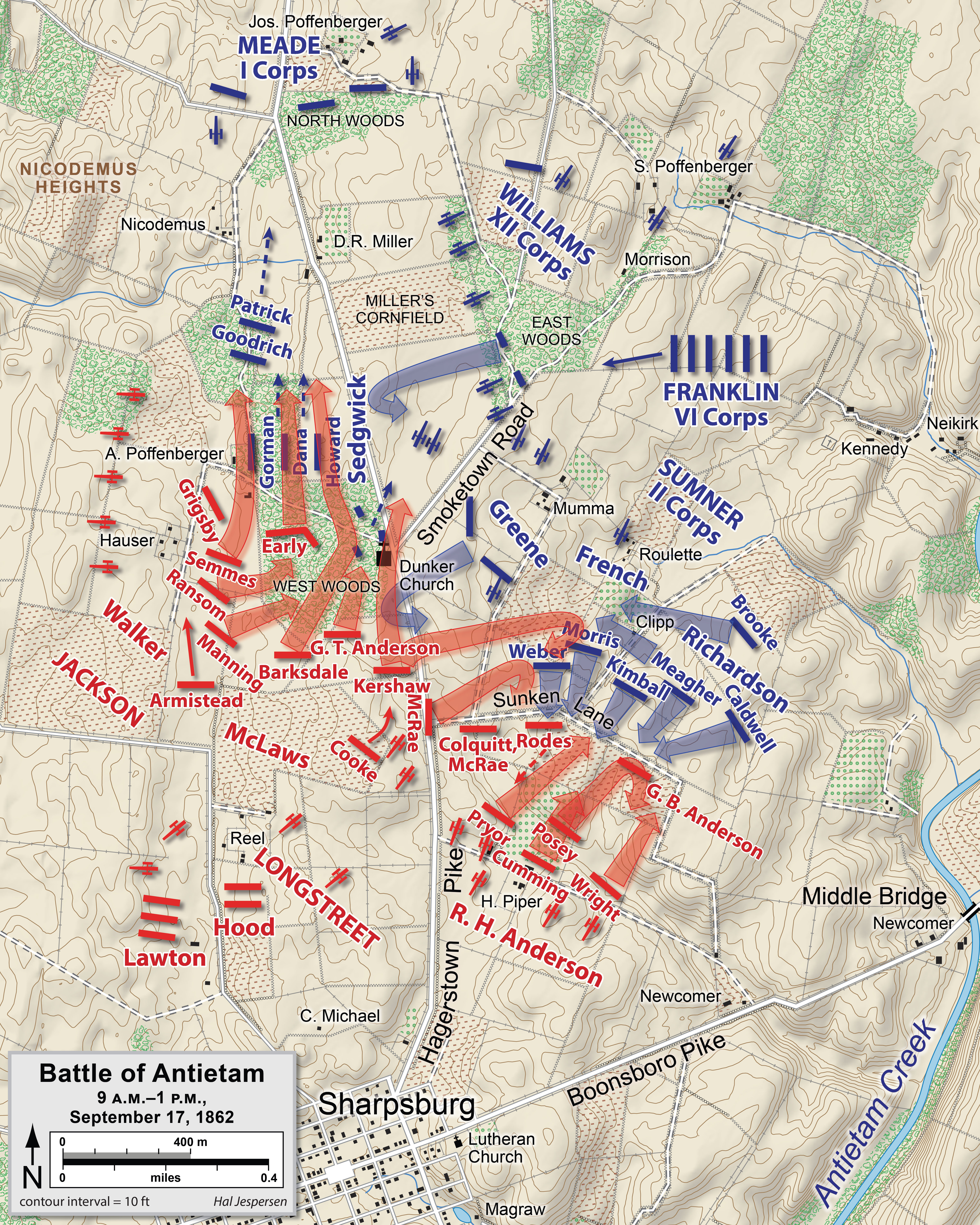
Asalturile Corpurilor XII și II, 9 a.m. până la 1 p.m.

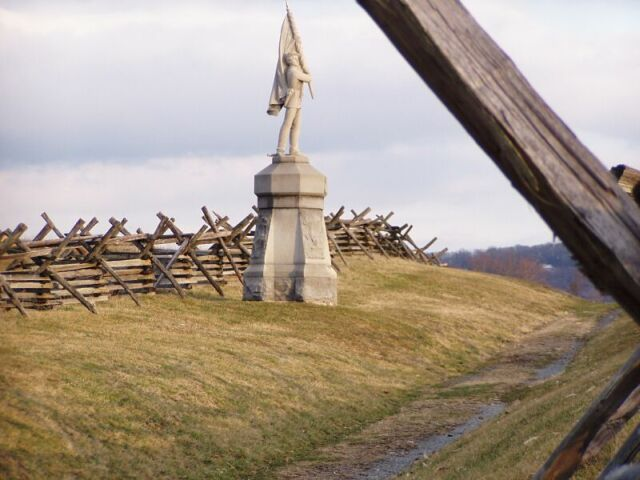
Drumul Afundat

Până la amiază, acțiunea se mutase spre centrul liniei confederate. Sumner însoțise atacul de dimineață al diviziei lui Sedgwick, dar o altă divizie a sa, condusă de French, pierduse contactul cu Sumner și Sedgwick și se îndreptase inexplicabil spre sud. Dornic de o oportunitate de a intra în luptă, French a găsit în cale ciocniri și a ordonat oamenilor săi să înainteze. În acest moment, adjunctul (și fiul) lui Sumner l-a reperat pe French, a descris lupta teribilă din West Woods și i-a transmis un ordin să distragă atenția confederaților, atacându-i pe centru.
French s-a confruntat cu divizia lui D.H. Hill. Hill comanda aproximativ 2.500 de oameni, mai puțin de jumătate din câți avea French, și trei dintre cele cinci brigăzi fuseseră devastate de luptele de dimineață. Acest sector din linia lui Longstreet era, teoretic, cel mai slab. Dar oamenii lui Hill erau pe poziții defensive puternice, în vârful unei creste line, într-un drum afundat de anii de trafic de căruțe, care se transformase într-un debleu natural, propice pentru a fi folosit drept tranșee.
French a lansat o serie de asalturi cu contingente de dimensiunea unei brigăzi împotriva întăriturilor improvizate ale lui Hill în jurul orei 9:30 a.m.. Prima brigadă care a atacat, trupele fără experiență comandate de gen. brig. Max Weber, au fost repede măturate de tirul puternic de carabină; niciuna din tabere nu desfășurase încă artileria. Cel de-al doilea atac, alți recruți răcani sub comanda col. Dwight Morris, a fost și el întâmpinat cu tir masiv, dar a reușit să respingă un contraatac al Brigăzii Alabama a lui Robert Rodes. Cea de-al treilea, sub gen. brig. Nathan Kimball, a cuprins trei regimente de veterani, dar și ele au fost doborâte de tirul din drumul afundat. Divizia lui French a pierdut 1750 de oameni (din 5.700) în mai puțin de o oră.
Soseau întăriri de ambele părți, și de la 10:30 a.m. Robert E. Lee a trimis ultima sa divizie de rezervă—circa 3.400 de oameni sub gen.-mr. Richard H. Anderson—să susțină linia lui Hill linie și să o extindă spre dreapta, pregătind un atac care să învăluie flancul stâng al lui French. Dar, în același timp, 4.000 de oameni ai diviziei conduse de gen-mr. Israel B. Richardson au ajuns pe stânga lui French. Aceasta era ultima din cele trei divizii ale lui Sumner, care fusese ținută în spate de McClellan când și-a organizat forțele de rezervă. Trupele proaspete ale lui Richardson au dat prima lovitură.
În fruntea celui de al patrulea atac al zile împotriva drumului afundat a fost Brigada Irlandeză⁠(d) a gen. brig. Thomas F. Meagher. În timp ce ei înaintau cu drapelele verzi de luptă în vânt, capelanul regimentului, părintele William Corby⁠(d), mergea călare înainte și înapoi în fruntea formațiunii strigând cuvintele de mântuire condiționată prescrise de către Biserica Romano-Catolică pentru cei ce urmează să moară. (Corby avea să facă același lucru mai târziu la Gettysburg în 1863.) Trupele formate în mare parte din imigranți irlandezi au pierdut 540 de oameni în fața salvelor grele înainte de a primi ord să se retragă.

Gen. Richardson a trimis personal brigada gen. brig. John Curtis Caldwell⁠(d) în luptă, în jurul prânzului (după ce i s-a spus că Caldwell era în spate, după un car cu fân), și în cele din urmă cursul luptei s-a schimbat. Divizia confederată a lui Anderson nu a fost de mare ajutor apărătorilor după ce gen. Anderson a fost rănit la începutul luptei. Au fost pierduți și alți comandanți esențiali, cum ar fi George B. Anderson (nici o legătură de rudenie; succesorul lui Anderson, colonelul Charles C. Tew⁠(d) din Regimentul 2 Carolina de Nord, a fost ucis la câteva minute după ce a preluat comanda) și col. John B. Gordon⁠(d) din Regimentul 6 Alabama. (Gordon a suferit 5 răni grave în luptă, două în piciorul drept, două în brațul stâng, și o dată în față. Zăcea inconștient, cu fața în jos în chipiu, și mai târziu a spus colegilor că s-ar fi sufocat cu propriul sânge, dacă un yankeu neidentificat nu ar fi tras un glonț care a făcut o gaură în chipiu, prin care sângele s-a putut scurge.) Rodes a fost rănit în coapsă, dar era încă pe câmpul de luptă. Aceste pierderi au contribuit direct la confuzia din cele ce au urmat.
Trăgeam în ei ca în oile dintr-un țarc. Dacă glonțul rata ținta la început, foarte probabil nimerea în cineva mai în spate sau ricoșa și nimerea în careva.
Întrucât brigada lui Caldwell înainta în jurul flancului drept al confederaților, colonelul Francis Channing Barlow⁠(d) și 350 de oameni din Regimentele 61⁠(d) și 64 New York⁠(d) au văzut un punct slab în linie și au ocupat o movilă cu vedere bună asupra drumului afundat. Aceasta le-a permis să execute tir de anfiladă asupra liniei confederate, transformând-o într-o capcană mortală. În încercarea de a manevra pentru a trata această amenințare, un ordin al lui Rodes a fost înțeles greșit de către lt. col. James N. Lightfoot, care îi luase locul lui John Gordon, care își pierduse cunoștința. Lightfoot a ordonat oamenilor săi să întoarcă și să plece în marș, ordin prin care toate cele cinci regimente de brigadă l-au considerat a fi adresat lor. Trupele confederate s-au retras spre Sharpsburg, pierzându-și linia.

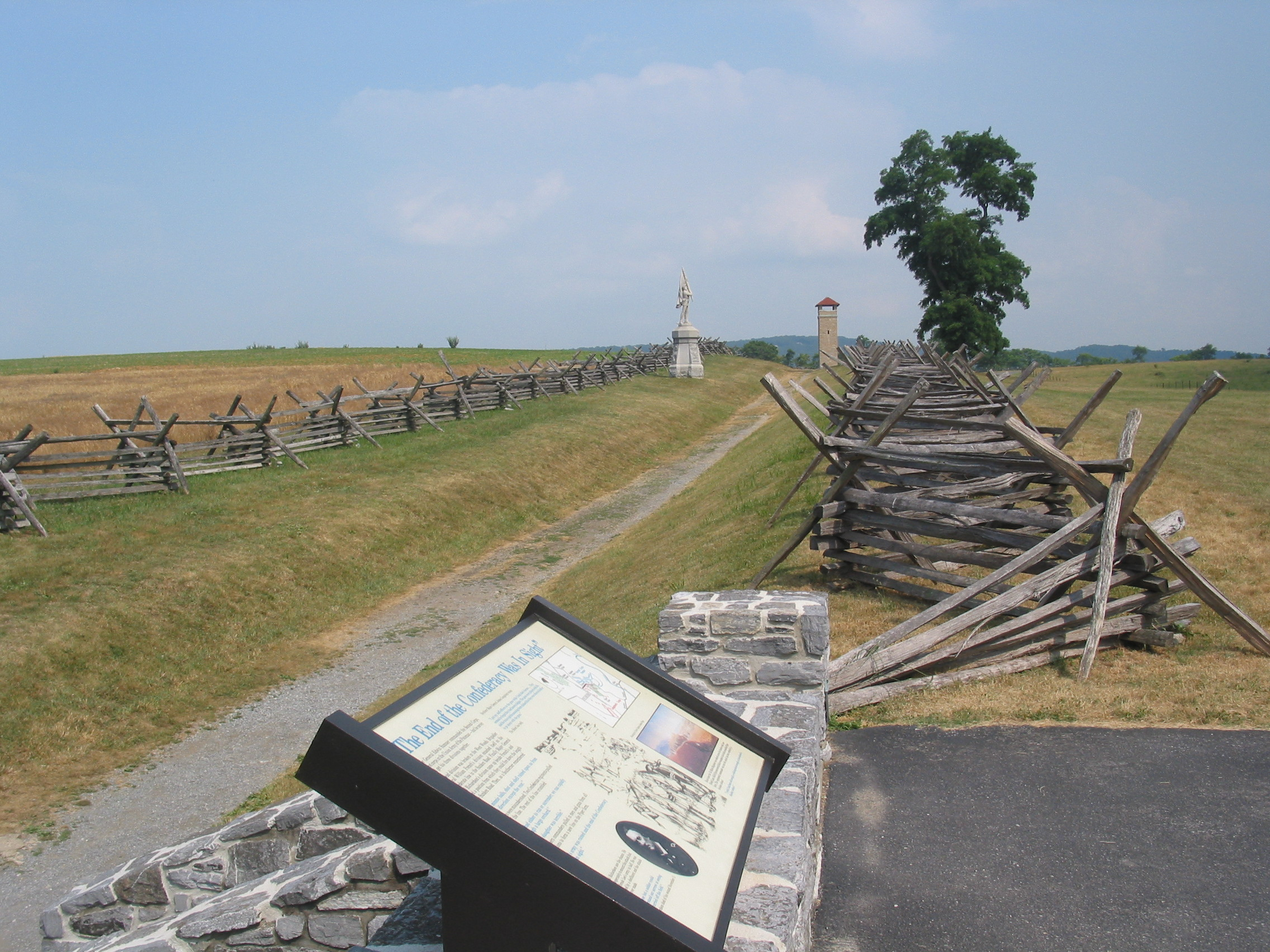
Drumul Sângelui în 2005

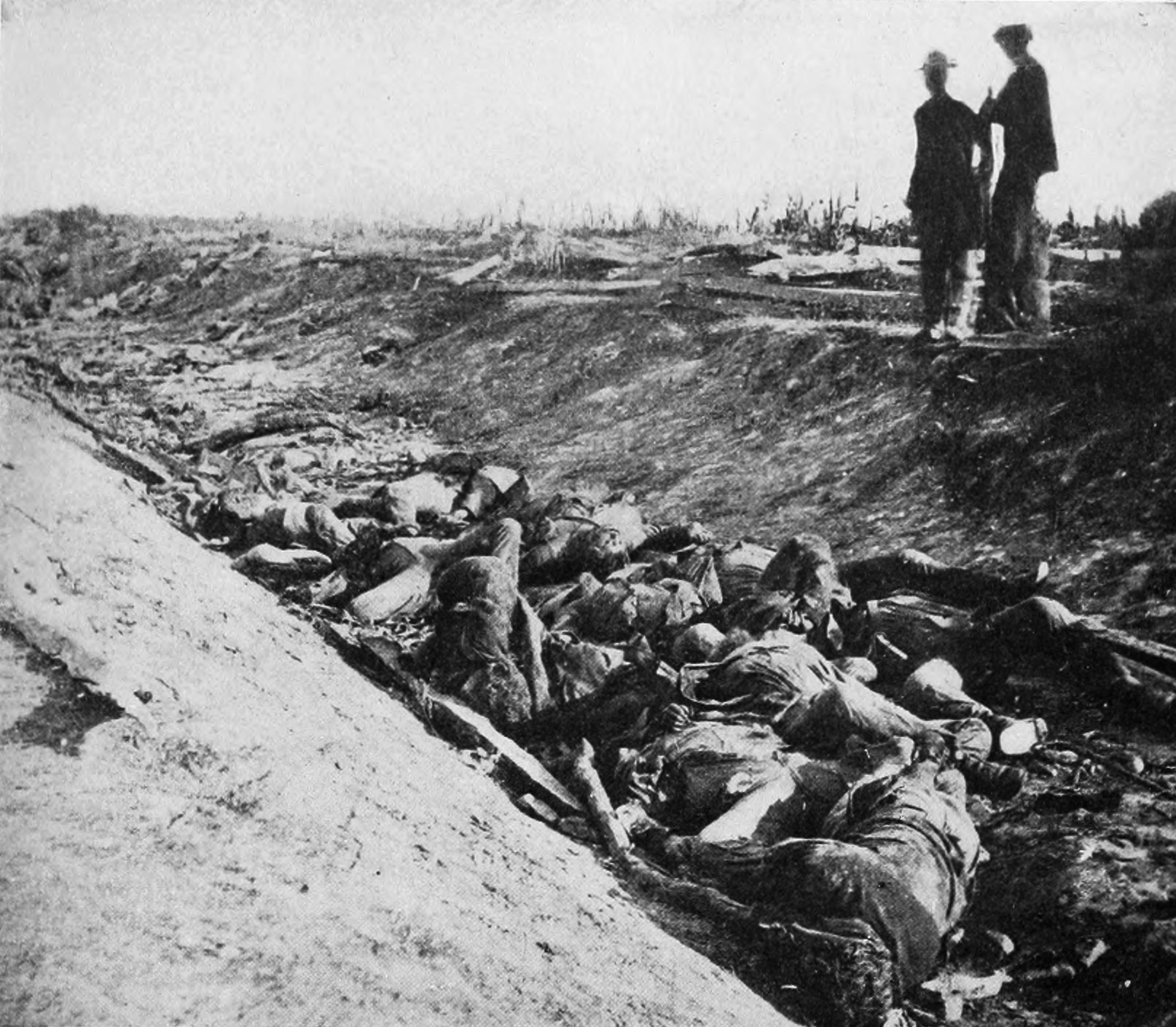
Confederați morți se află în „Drumul Sângelui” după bătălia de pe Antietam, 1862.

Oamenii lui Richardson erau pe urmele inamicului când au fost opriți de un baraj de artilerie adunat în grabă de gen. Longstreet. Un contraatac cu 200 de oameni, condus de D. H. Hill a ajuns pe flancul stâng al federalilor lângă drumul afundat, și deși au fost respinse de o șarjă feroce a Regimentului 5 New Hampshire, ea a oprit prăbușirea centrului. Fără tragere de inimă, Richardson a ordonat diviziei sale să se retragă la nord de creasta din fața drumului afundat. Divizia sa a pierdut aproximativ 1.000 de oameni. Col. Barlow a fost rănit grav, și Richardson rănit mortal. Winfield S. Hancock a preluat comanda diviziei. Deși ulterior Hancock avea să aibă o reputație excelentă de comandant agresiv de divizie și corp, neașteptata schimbare de comandă a subminat ritmul înaintării federale.
Carnagiul dintre orele 9:30 a.m. și 1:00 p.m. de pe drumul înfundat i-a dat acestuia numele de Calea Sângelui (Bloody Lane), cu aproximativ 5.600 de victime (3000 unioniști, 2600 confederați) a lungul a 700 m de drum. Și totuși s-a ivit o mare ocazie. Dacă acest sector de linie confederată ruptă putea fi exploatat, armata lui Lee ar fi fost împărțită în două și, în cele din urmă, învinsă. Erau suficiente forțe disponibile pentru a face aceasta. Exista o rezervă de 3.500 de cavaleriști și 10.300 de infanteriști ai Corpului V al gen. Porter, care așteptau aproape de podul din mijloc, la o milă distanță. Corpul VI tocmai sosise cu 12.000 de oameni. Corpul VI al gen-mr. William B. Franklin era gata să exploateze această breșă, dar Sumner, comandantul superior, i-a ordonat să nu avanseze. Franklin a apelat la McClellan, care a plecat din cartierul său general din spate să asculte ambele argumente, dar a susținut hotărârea lui Sumner, ordonându-le lui Franklin și Hancock să-și mențină pozițiile.
Mai târziu în acea zi, comandantul altei unități de rezervă din apropierea centrului, Corpul V, gen-mr. Fitz John Porter, a ascultat recomandările gen-mr. George Sykes, comandantul Diviziei a 2-a, să se lanseze un nou atac pe centru, idee care l-a intrigat pe McClellan. Cu toate acestea, se spune că Porter i-ar fi spus lui McClellan: „Țineți minte, domnule general, eu comand ultima rezervă a ultimei Armate a Republicii”. McClellan a refuzat și o altă oportunitate s-a pierdut.

### Faza de după-amiază
Amplasare: capătul sudic al câmpului de luptă

#### „Podul lui Burnside”

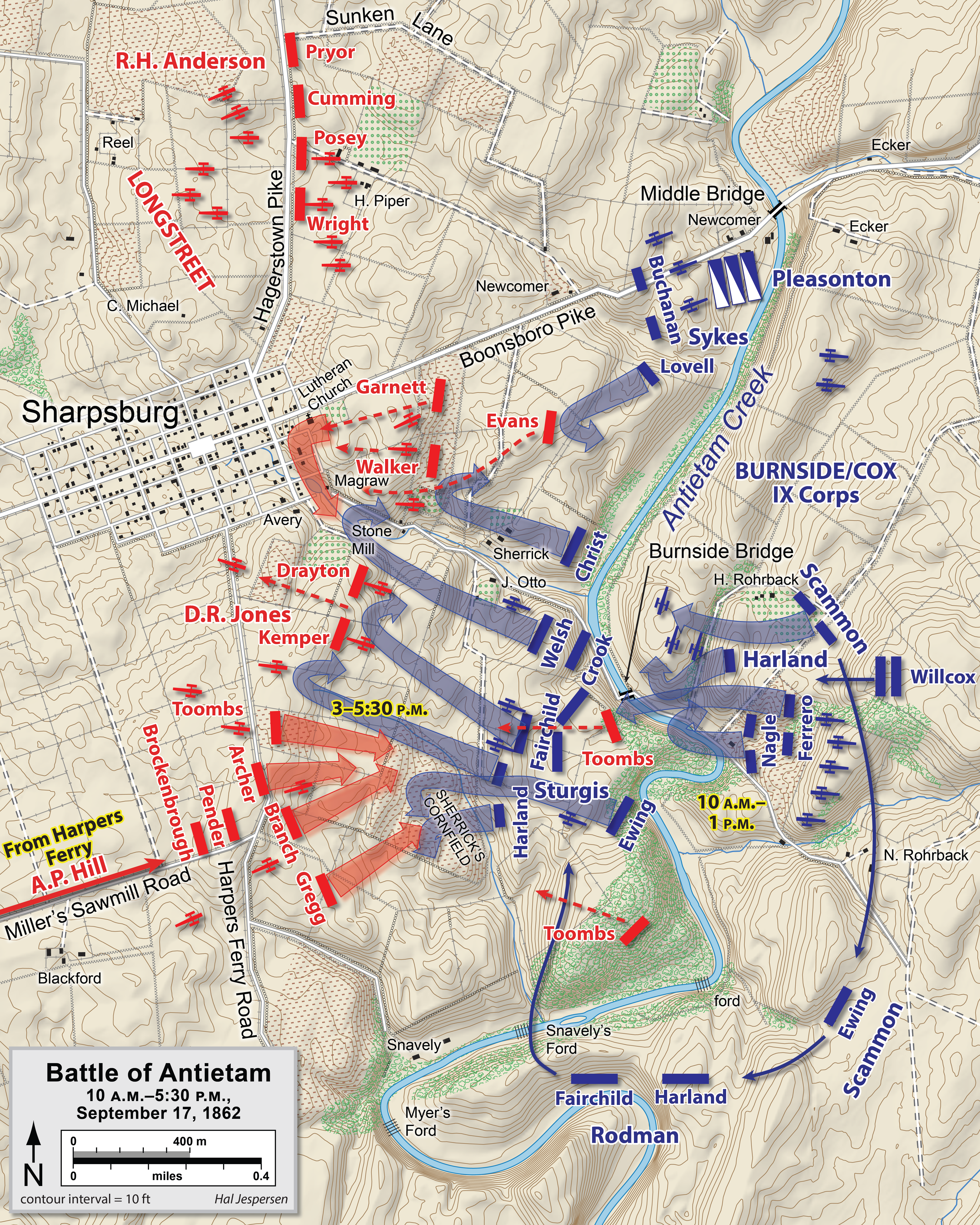
Asalturile Corpului IX, de la 10 a.m. la 4:30 p.m.

Acțiunea s-a mutat apoi la capătul de sud al câmpului de luptă. Planul lui McClellan cerea ca gen-mr. Ambrose Burnside și Corpul IX să efectueze un atac diversionist în sprijinul Corpului I al lui Hooker, în speranța de a atrage atenția confederaților de la atacul principal din nord. Cu toate acestea, Burnside primise instrucțiuni să aștepte ordine explicite înainte de a lansa atacul, și aceste ordine nu i-au parvenit până la ora 10 a.m. Burnside a fost neobișnuit de pasiv în timpul pregătirilor pentru luptă. El era nemulțumit că McClellan renunțase la aranjamentul precedent prin care comandanții de „aripi” îi raportau lui. Anterior, Burnside comandase o aripă ce cuprindea atât Corpul IX cât și Corpul I și acum el era responsabil doar pentru Corpul IX. Refuzând implicit să renunțe la autoritatea superioară, Burnside i-a tratat mai întâi pe gen-mr. Jesse L. Reno⁠(d) (ucis la South Mountain) și apoi pe gen. brig. Jacob D. Cox de la Divizia Kanawha drept comandanți de corp, făcând ca ei să-și primească ordinele pentru corpul prin el.

Burnside avea patru divizii (12.500 de militari) și 50 de tunuri la est de pârâul Antietam. În fața lui era o forță care fusese mult epuizată de manevrele lui Lee pentru susținerea flancului stâng confederat. În zori, diviziile de generalilor de brigadă David R. Jones și John G. Walker stăteau în apărare, dar până la ora 10 toți oamenii lui Walker bărbați și brigada Georgia a col. George T. Anderson fuseseră înlăturate. Jones avea doar aproximativ 3000 de oameni și 12 tunuri disponibile pentru a lupta cu Burnside. Patru brigăzi subțiri păzeau crestele de lângă Sharpsburg, în primul rând, un platou șes cunoscut sub numele de Dealul Cimitirului. Restul de 400 de oameni —Regimentele 2 și 20 Georgia, sub comanda gen. brig. Robert Toombs, cu două baterii de artilerie — apărau Podul lui Rohrbach, o structură de piatră cu trei deschideri, de 38 m lungime, care era cel mai sudic punct de trecere peste Antietam. El avea să rămână în istorie ca Podul lui Burnside⁠(d) din cauza notorietății luptei ce avea să urmeze. Podul era un obiectiv dificil. Drumul care ducea la el mergea paralel cu pârâul și era expus focului inamic. Podul era dominat de un deal cu un perete abrupt de 30 m împădurit pe malul de vest, presărat cu bolovani dintr-o veche carieră de piatră, făcând din tirul trăgătorilor de la distanță și infanteriei din poziții acoperite un impediment periculos pentru trecere.
Du-te și uită-te la [Podul lui Burnside], și spune-mi mie dacă nu crezi și tu că Burnside și corpul lui puteau să sară pe pietrele din râu și să ajungă pe partea cealaltă. Un lucru e sigur, ar fi putut să treacă apa în ziua aia pe oriunde fără să-și ude centurile.
În acest sector, pârâul Antietam rareori avea mai mult de 15 m lățime, și multe porțiuni erau fost adânci doar până la brâu și în afara ariei de tragere a Confederației. Burnside a fost aspru criticat pentru ignorarea acestui fapt. Cu toate acestea, terenul înalt de pe malul celălalt al pârâului de mică adâncime făcea ca traversarea cursului de apă propriu-zis să fie o parte relativ ușoară dintr-o problemă altfel dificilă. Burnside s-a concentrat, în schimb, pe  asaltul asupra podului în timp ce, simultan, se trecea printr-un vad pe care geniștii lui McClellan îl identificaseră la o jumătate de milă (1 km) în aval, dar când oamenii lui Burnside au ajuns acolo, au găsit că malurile sunt prea înalte pentru a fi abordate. În timp ce brigada Ohio a colonelului George Crook se pregătea să atace podul cu sprijinul diviziei gen. brig. Samuel Sturgis, restul Diviziei Kanawha și al diviziei gen. brig. Isaac Rodman divizia umblau cu dificultate printr-un mărăciniș des încercând să localizeze vadul lui Snavely, la 2 mile (3 km) în aval, cu intenția de a-i flanca pe confederați.
Asaltul lui Crook asupra podului a fost condus de trupele Regimentului 11 Connecticut, care primiseră ordin să elibereze podul pentru ca cei din Ohio să treacă, și apoi să atace dealul. După un tir insistent de 15 minute, connecticutenii s-au retras cu 139 de victime, o treime din efectivele lor, inclusiv comandantul, colonelul Henry W. Kingsbury, care a fost rănit mortal. Asaltul principal al lui Crook s-a dus de râpă când lipsa de familiarizare cu terenul i-a făcut pe oamenii lui să ajungă la pârâu la un sfert de milă (400 m) în amonte de pod, unde au făcut schimb de salve cu avangarda confederată î următoarele câteva ore.
În timp ce divizia lui Rodman nu putea fi contactată, în marșul ei greoi spre vadul lui Snavely, Burnside și Cox au comandat un al doilea asalt asupra podului cu una din brigăzile lui Sturgis, condusă de Regimentele 2 Maryland⁠(d) și 6 New Hampshire⁠(d). De asemenea, ei au căzut pradă lunetiștilor și artileriei confederate, și atacul lor s-a destrămat. În acest moment se făcuse ora amiezei, și McClellan și-a pierdut răbdarea. El a trimis o succesiune de curieri să-l motiveze pe Burnside să înainteze. El i-a ordonat unui adjunct: „spune-i că și dacă pierde 10.000 de oameni, trebuie să pornească acum”. A crescut presiunea prin trimiterea inspectorului general, col. Delos B. Sackett⁠(d), să vorbească direct cu Burnside, care a reacționat cu indignare: „îmi pare că McClellan nu crede că eu încerc tot ce pot să cuceresc acest pod; ești al treilea sau al patrulea care vine la mine azi dimineață cu aceleași ordine.”
Cea de-a treia încercare de a lua podul a fost la 12:30 p.m. cu cealaltă brigadă a lui Sturgis, comandată de gen. brig. Edward Ferrero. A fost efectuată de Regimentele 51 New York și 51 Pennsylvania⁠(d), care, cu sprijin adecvat al artileriei și cu promisiunea că rația de whisky recent anulată va fi restaurată dacă reușesc, au șarjat la vale și au ocupat poziții pe malul de est. Manevrând un obuzier ușor capturat, ei au tras proiectile cu mitralii în josul podului și au ajuns la 23 m de inamic. Până la 1 p. m., muniția confederaților era pe terminate, și Toombs a prins de veste că oamenii lui Rodman treceau vadul lui Snavely pe flancul lor. El a ordonat retragerea. Georgienii lui au provocat federalilor pierderea a mai mult de 500 de oameni, ei înșiși pierzând mai puțin de 160; și au întârziat atacul lui Burnside de pe flancul sudic timp de peste trei ore.

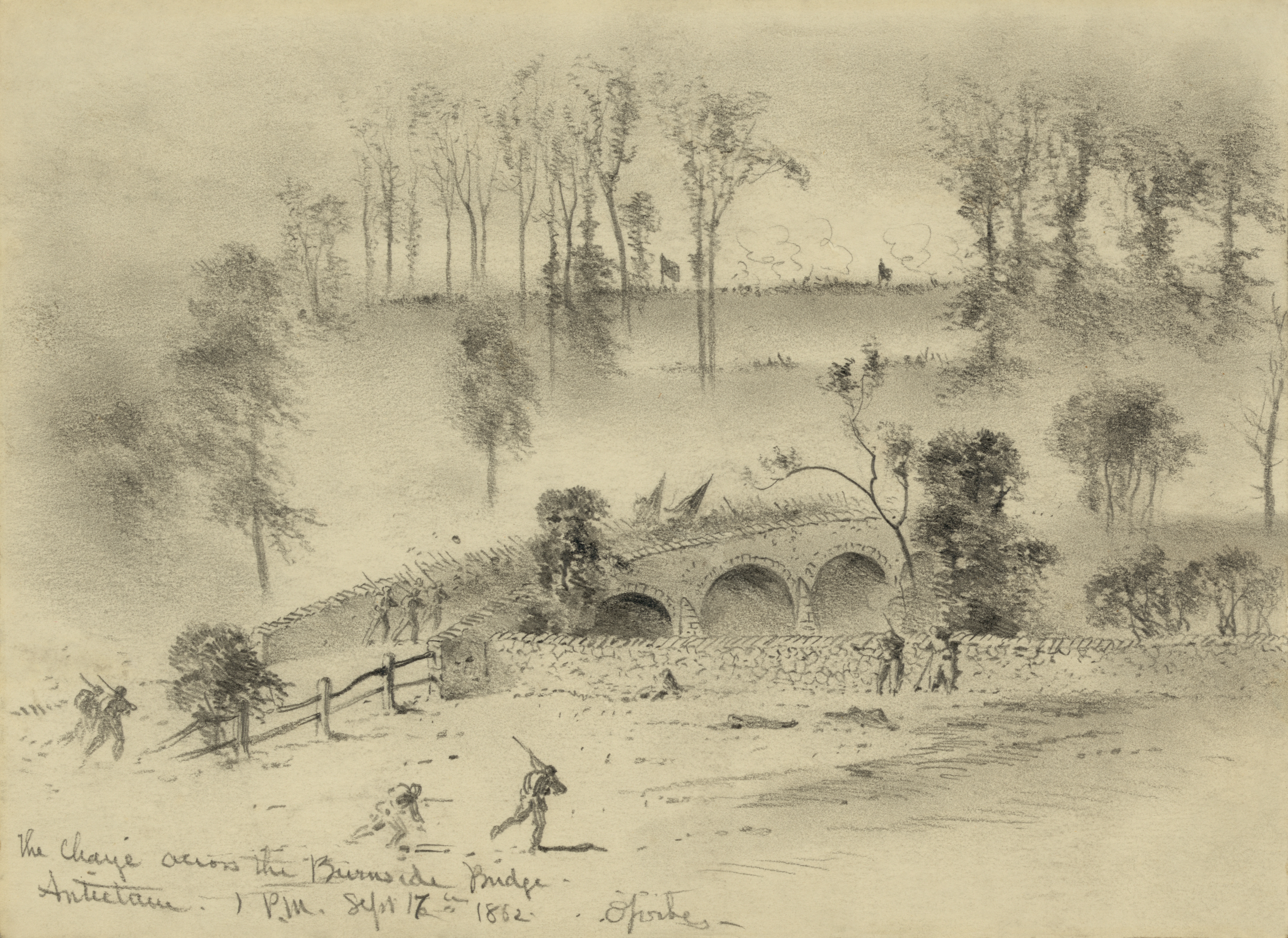
Șarja Regimentelor 51 New York și 51 Pennsylvania peste Podul lui Burnside, de Edwin Forbes⁠(d)
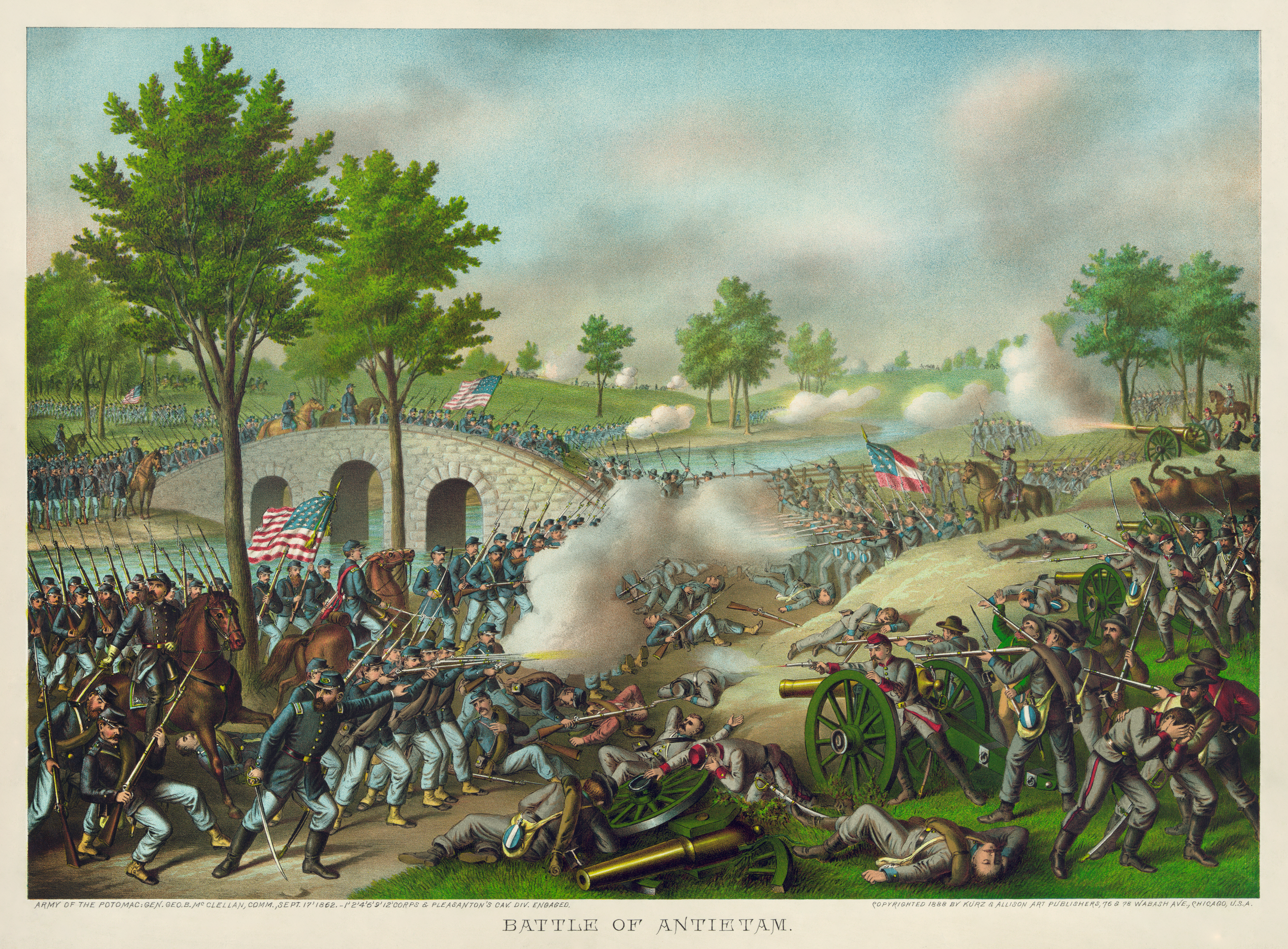
Bătălia de pe Antietam de Kurz și Allison
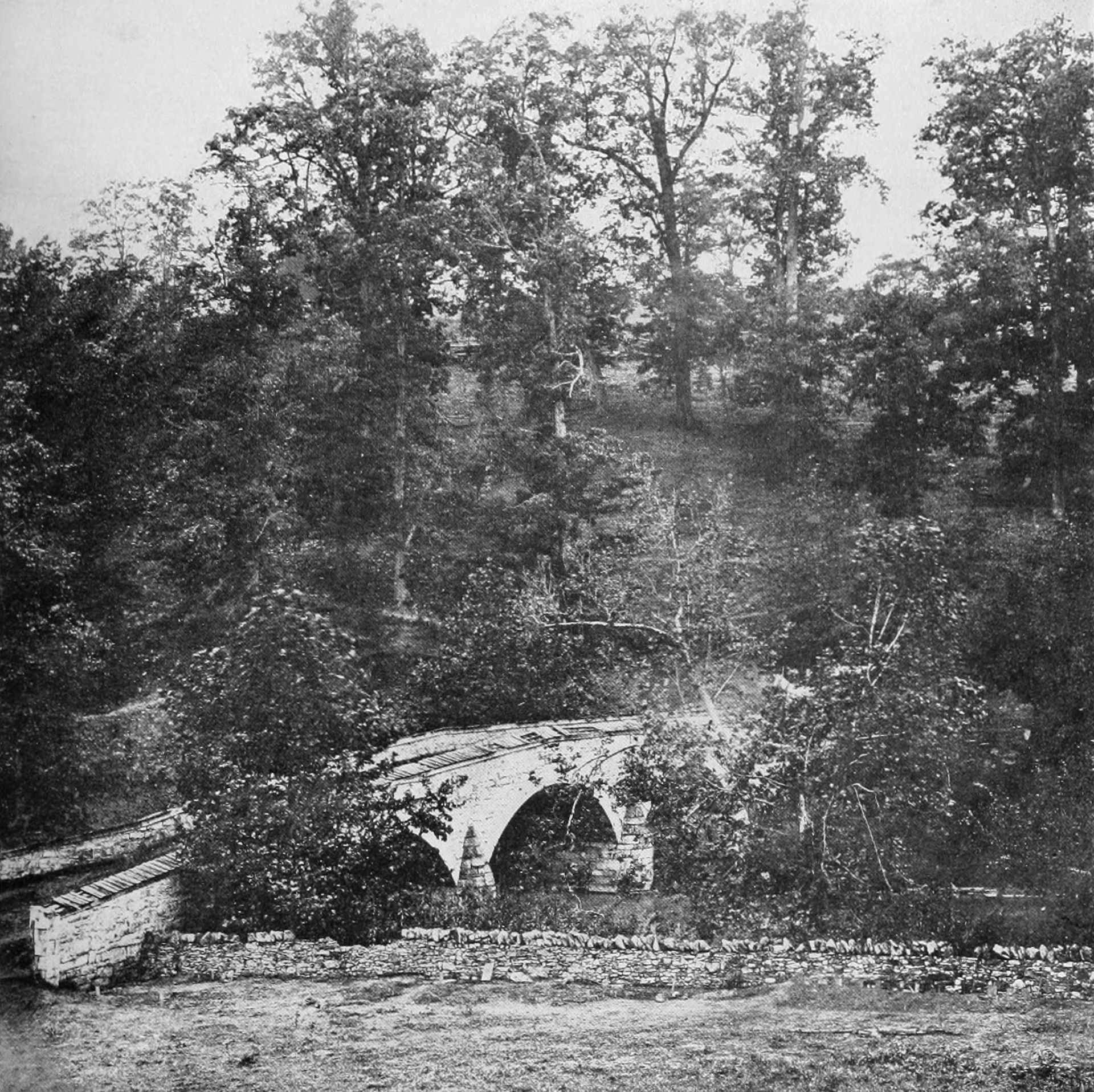
Tunuri confederate pe dealul de deasupra au tras rândurile unioniste de la podul lui Burnside. Fotografie făcută imediat după bătălia de pe Antietam, 1862.
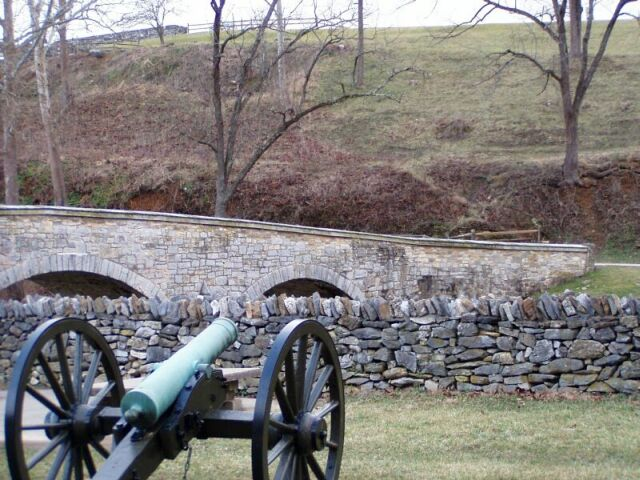
Pozițiile unioniștilor sub cele confederate la Podul lui Burnside
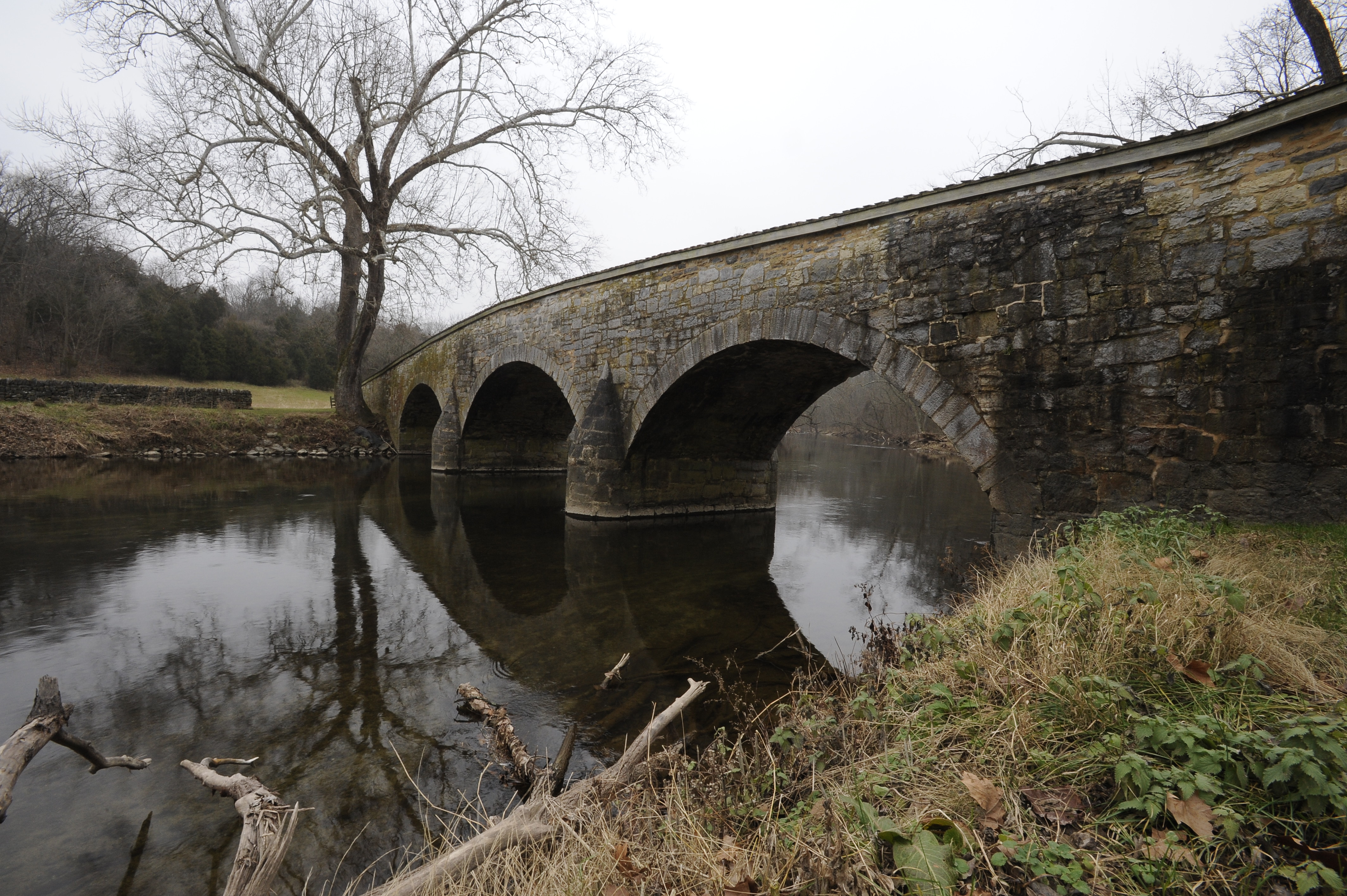
Podul lui Burnside în 2012

Asaltul lui Burnside a stagnat singur din nou. Ofițerii lui neglijaseră să transporte muniție peste podul care devenise un bottleneck pentru soldați, artilerie, și căruțe. Aceasta a însemnat încă două ore întârziere. Generalul Lee a folosit acest timp să-și consolideze flancul drept. El a ordonat activarea tuturor unităților de artilerie, deși nu a făcut nicio încercare de a consolida forța mult depășită numeric a lui D.R. Jones cu unități de infanterie din stânga. În schimb, el conta pe sosirea Diviziei Ușoare a lui A. P. Hill, angajată atunci într-un marș obositor de 27 km de la Harpers Ferry. La 2 p.m., oamenii lui Hill  au ajuns la vadul lui Boteler, și Hill a reușit să facă joncțiunea la 2:30 cu Lee, care, ușurat, i-a ordonat să-și aducă oamenii lui în dreapta lui Jones.
Federalii nu știau deloc că se vor confrunta cu încă 3000 de oameni noi. Planul lui Burnside era să manevreze în jurul flancului drept slăbit al confederaților, apoi să se îndrepte spre Sharpsburg, și să taie armatei lui Lee calea spre vadul lui Boteler, singura cale de evacuare peste Potomac. La orele 3 p.m., Burnside a lășat divizia lui Sturgis în rezervă, pe malul de vest și s-a deplasat spre vest cu peste 8.000 de soldați (majoritatea odihniți) și 22 de tunuri pentru susținere.
Un prim asalt efectuat de Regimentul 79 New York „Cameron Highlanders”⁠(d) a reușit împotriva diviziei lui Jones, inferioară numeric, care a fost împinsă înapoi dincolo de Dealul Cimitirului și la 200 m de Sharpsburg. Mai la stânga, divizia lui Rodman a înaintat spre Harpers Ferry Road. Brigada sa principală, sub comanda col. Harrison Fairchild, și care conținea mai mulți zuavi de culoare din Regimentul 9 New York⁠(d), comandat de colonelul Rush Hawkins, a intrat sub tirul puternic al unei duzini de tunuri montate pe o creastă în fața lor, dar au continuat să înainteze. Pe străzile Sharpsburgului, pline de confederați în retragere, s-a instalat panica. Dintre cele cinci brigăzi din divizia lui Jones, numai brigada lui Toombs era încă intactă, dar ea avea numai 700 de oameni.
Divizia lui A. P. Hill a ajuns la 3:30 p.m. Hill și-a împărțit coloana, două brigăzi mergând spre sud-est să-i păzească flancul și alte trei, cu aproximativ 2.000 de oameni, s-au deplasat la dreapta de brigada lui Toombs și s-a pregătit pentru un contraatac. La 3:40 p.m., brigaca sud-carolineană a gen. brig. Maxcy Gregg a atacat Regimentul 16 Connecticut de pe flancul stâng al lui Rodman în lanul de porumb al fermierului John Otto. Connecticutenii fuseseră înrolați de doar trei săptămâni, și linia lor s-a dezintegrat, pierzând 185 de oameni. Regimentul 4 Rhode Island a venit de pe dreapta, dar el avea vizibilitate redusă, printre tulpinile de porumb înalte, și oamenii lui erau dezorientați pentru că mulți dintre confederați purtau uniforme unioniste capturate la Harpers Ferry. Și ei au rupt rândurile și au fugit, lăsând Regimentul 8 Connecticut departe înaintat și izolat. Ei au fost învăluiți și împinși în jos pe dealuri spre pârâul Antietam. Un contraatac al regimentelor Diviziei Kanawha a dat greș.
Corpul IX a suferit pierderi de aproximativ 20%, dar încă poseda dublul numărul de oameni pe care îl aveau la dispoziție confederații cu care se confruntau. Îngrijorat de prăbușirea flancului său, Burnside a ordonat oamenilor săi să se retragă înapoi pe malul vestic al Antietamului, unde a solicitat de urgență mai mulți oameni și arme. McClellan i-a putut oferi doar o singură baterie. El i-a spus: „eu nu pot face nimic mai mult. Nu am infanterie.” În realitate, însă, McClellan avea două corpuri de infanterie proaspete în rezervă, V al lui Porter și VI al lui Franklin, dar era prea precaut, se temea să nu fie depășit numeric și credea că un contraatac masiv al lui Lee este iminent. Oamenii lui Burnside și-au petrecut restul zilei păzind podul pentru capturarea căruia suferiseră atât de mult.

## Urmări

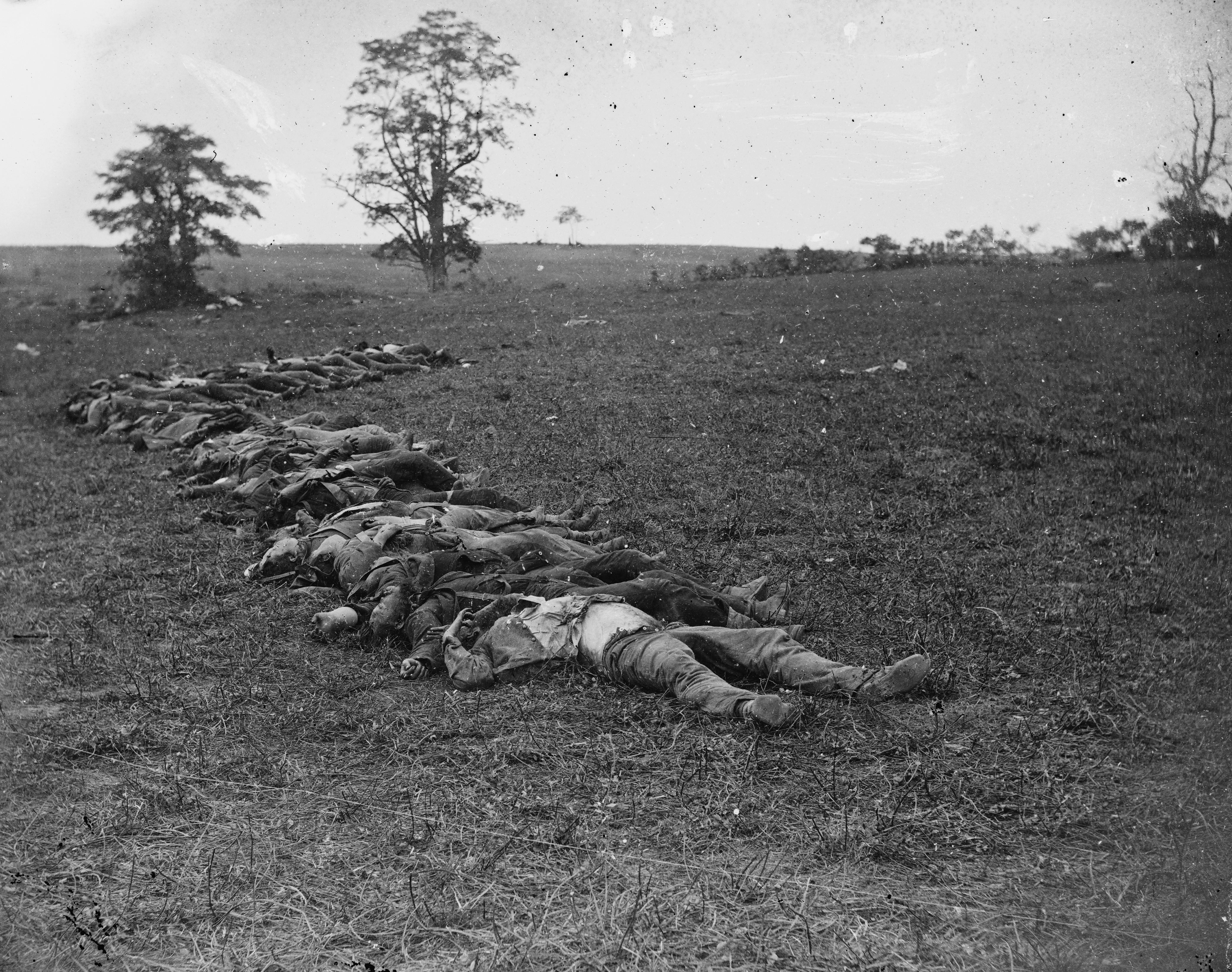
Confederați morți adunați pentru înmormântare după bătălie. Fotografie de Alexander Gardner.

Bătălia a luat sfârșit înainte de ora 5:30 p.m. În dimineața de 18 septembrie, armata lui Lee s-a pregătit să se apere împotriva unui asalt federal care nu a mai venit. După un armistițiu improvizat pentru recuperarea și schimbul răniților de ambele părți, forțele lui Lee au început chiar în acea seară să se retragă peste Potomac înapoi în Virginia. Pierderile de pe urma luptei erau grele pentru ambele tabere. Uniunea a pierdut 12.410 oameni, cu 2108 morți. Pierderile Confederației erau de 10.316 cu 1546 de morți. Aceasta reprezenta 25% din forța federală și 31% din cea confederată. Per ansamblu, ambele părți au pierdut împreună 22.720 de oameni într-o singură zi, aproape același număr cât pierderile care șocaseră întreaga țară în cele două zile ale bătăliei de la Shiloh din urmă cu cinci luni. Din celelalte pierderi, 1910 soldați unioniști și 1550 confederați au murit în urma rănilor curând după bătălie, în timp ce 225 unioniști și 306 confederați dați dispăruți au fost confirmați ca morți mai târziu. Mai mulți generali au murit în urma luptei, cum ar fi general-maiorii Joseph K. Mansfield⁠(d) și Israel Bush Richardson⁠(d) și generalul de brigadă Isaac P. Rodman⁠(d) de partea Uniunii, și generalii de brigadă Lawrence O'Bryan Branch⁠(d) și William E. Starke⁠(d) de partea confederată. Generalul de brigadă confederat George B. Anderson⁠(d) a fost împușcat în gleznă în timpul apărării Căii Sângelui. El a supraviețuit bătăliei, dar a murit apoi în octombrie după o amputare. Luptele de la 17 septembrie 1862 au ucis, astfel, 7650 de soldați americani. În 17 septembrie 1862 au murit mai mulți soldați americani decât în orice altă zi din istoria militară a țării. Antietam este denumită uneori cea mai sângeroasă zi din toată istoria americană, deși numărul de morți cauzat de Uraganul din Galveston din 1900⁠(d) este mult mai mare. Cea mai sângeroasă bătălie din istoria americană a fost Gettysburg, dar cele peste 46.000 de victime ale ei au fost făcut de-a lungul a trei zile. Antietam este pe locul cinci după numărul total de victime între bătăliile Războiului Civil, după Chickamauga, Chancellorsville, și Spotsylvania Court House⁠(d).

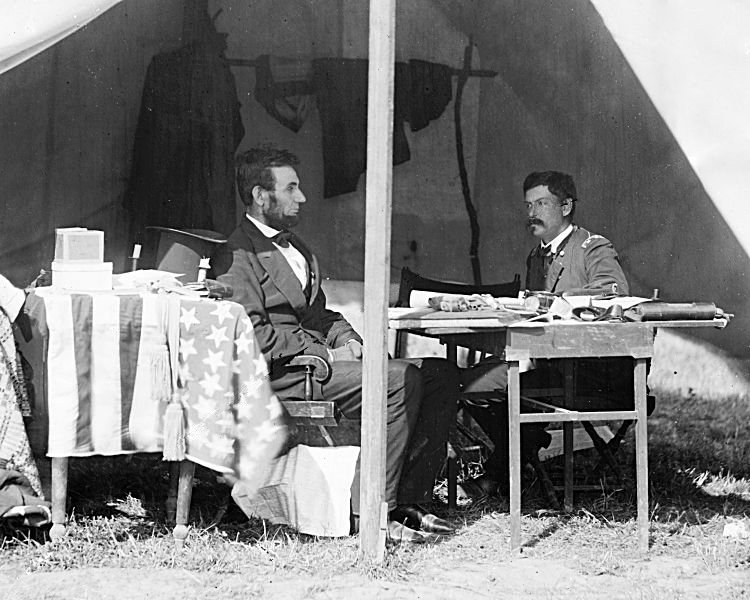
Fotografie de cu Lincoln și McClellan lângă câmpul de luptă de pe Antietam, 3 octombrie 1862

Președintele Lincoln a fost dezamăgit de prestația lui McClellan. El credea că acțiunile prea precaute și slab coordonate ale lui McClellan pe câmpul de luptă au dus rezultatul mai mult spre o remiză decât spre o înfrângere grea a Confederației. Președintele a fost și mai uimit că între 17 septembrie și 26 octombrie, în ciuda insistențelor repetate ale Departamentului de Război⁠(d) și ale președintelui însuși, McClellan a refuzat să-l urmărească pe Lee peste Potomac, invocând lipsa de echipamente și teama de a-și răspândi prea mult forțele. Generalul Henry Halleck⁠(d) scria în raportul oficial: „lunga inactivitate a unei armate atât de mari în fața unui dușman învins, și în sezonul cel mai favorabil pentru mișcări rapide și o campanie viguroasă, a fost o chestiune de mare dezamăgire și regret.” Lincoln l-a înlocuit pe McClellan la comanda Armatei Potomacului la 5 noiembrie, punând efectiv capăt carierei militare a generalului. El a fost înlocuit în 9 noiembrie cu generalul Burnside.

Unii studenți la istorie contestă definirea bătăliei ca „remiză tactică” și „victorie strategică a Uniunii". La urma urmei, se poate argumenta că McClellan a evoluat slab în campanie și în lupta în sine, iar Lee a dat dovadă de mare pricepere într-o luptă în care era net depășit numeric. Victimele au fost comparabile de ambele părți, deși Lee a pierdut un procent mai mare din armata sa. Lee s-a retras primul de pe câmpul de luptă, definiția tehnică a unei înfrângeri tactice pentru bătăliile din Războiul Civil. Cu toate acestea, în sens strategic, în ciuda remizei tactice, Antietam este considerat un punct de cotitură al războiului⁠(d) și o victorie pentru Uniune, pentru că a pus capăt campaniei strategice a lui Lee (prima invazie a teritoriului Uniunii). Istoricul american James M. McPherson⁠(d) rezuma importanța bătăliei de pe Antietam în cartea sa, Crossroads of Freedom:
„Nicio altă campanie sau bătălie din război nu a avut consecințe atât de importante și de multe ca Antietam. În iulie 1863, dubla victorie a Uniunii de la Gettysburg și Vicksburg a dat o altă lovitură care a frânt o nouă ofensivă confederată în est⁠(d) și a izolat treimea vestică a Confederației de restul. În septembrie 1864 capturarea Atlantei⁠(d) de către Sherman a electrizat Nordul și a pregătit scena pentru ultimul asalt pentru victoria finală a Uniunii. Și acestea au fost momente de cotitură. Dar ele nu s-ar fi întâmplat niciodată dacă tripla ofensivă confederată din Mississippi⁠(d), Kentucky⁠(d), și mai ales Maryland nu ar fi fost înfrânte în toamna lui 1862.”—James M. McPherson, Crossroads of Freedom
Rezultatul de pe Antietam i-a permis președintelui Lincoln și să emită Proclamația de Emancipare preliminară pe 22 septembrie, prin care le dădea statelor Confederate termen până la 1 ianuarie 1863 să se întoarcă în Uniune, altfel ele urmând să-și piardă toți sclavii. Deși Lincoln intenționa să facă acest lucru mai devreme, el a fost sfătuit de către Cabinetul său să facă acest anunț după o victorie a Uniunii, pentru a evita percepția că proclamația este lansată din disperare.
Victoria Uniunii și proclamația lui Lincoln au jucat un rol considerabil în a descuraja guvernele Franței și Regatului Unit de la a recunoaște Confederația; unii bănuiau că acestea aveau de gând să dea această recunoaștere în cazul unei noi înfrângeri a Uniunii. Atunci când problema emancipării a fost legată de progresul războiului, niciun guvern nu a mai avut voința politică să se opună Statelor Unite, deoarece o astfel de opoziție ar fi însemnat sprijinirea Confederației și deci susținerea sclaviei. Ambele țări deja aboliseră sclavia, iar publicul de acolo nu ar fi tolerat susținerea militară acordată de guvernul lor unei entități care luptă pentru menținerea sclaviei.

## Conservarea câmpului de luptă
Lupta este comemorată în Câmpul Național de Luptă Antietam⁠(d). Lucrările de conservare întreprinse de această organizație, împreună cu grupuri private, a adus Antietamului o reputație ca fiind unul dintre cele mai bine conservate câmpuri de luptă din Războiul Civil. Doar câteva intruziuni vizuale strică peisajul, iar vizitatorii sitului au o experiență similară celei din 1862.
Antietam a fost unul dintre primele cinci câmpuri de luptă din Războiul Civil conservate la nivel federal, a primit această distincție, pe 30 august 1890. Departamentul de Război al SUA⁠(d) a pus și el atunci peste 300 de tăblițe, pentru a marca locurile individuale unde se aflau regimentele și etapele importante ale luptei. Câmpul de luptă a fost transferat Departamentului de Interne⁠(d) în 1933. Situl are o suprafață de 1.110 ha.
American Battlefield Trust⁠(d), partenerii și membrii săi, au conservat 127 de hectare din câmpul de luptă până în 2017. În 2015, Civil War Trust a mai achiziționat 17 hectare în centrul câmpului de luptă, între lanul de porumb și biserica dunkeristă, cumpărând ferma Wilson pentru aproximativ 1 milion de dolari. Organizația de conservare a demolat casa și hambarul postbelice care se aflau pe acea proprietate de-a lungul Drumului Hagerstown și a întors terenul la aspectul din timpul războiului.

## Fotografii și picturi istorice

### Galeria Mathew Brady, „Morții de pe Antietam” (1862)
În octombrie 2012, National Museum of Civil War Medicine⁠(d) a expus 21 de fotografii originale de Mathew Benjamin Brady⁠(d) din 1862 ce documentau bătălia de pe Antietam. Brady este considerat părintele fotojurnalismului⁠(d). Este cunoscut pentru efortul lui de a documenta Războiul Civil pe scară largă aducându-și studioul fotografic pe câmpul de luptă după ce a primit permisiunea expresă din partea lui Lincoln în 1861. La 19 septembrie 1862, două zile după bătălia de pe Antietam, Mathew Brady i-a trimis pe fotograful Alexander Gardner⁠(d)  și pe asistentul său James Gibson să fotografieze rămășițele carnagiului. În octombrie 1862, Brady a expus fotografiile lui Gardner într-o expoziție intitulată „Morții de pe Antietam” în galeria din New York a lui Brady. Multe imagini prezentate cu această ocazie erau fotografii grafice de cadavre, ceva nou pentru America. A fost prima oară când mulți americani au văzut realitățile războiului în fotografii, spre deosebire de „impresiile artistice” de până atunci. New York Times a publicat la 20 octombrie 1862 o recenzie în care descria cum, „ din toate ororile lumii, s-ar crede că un câmp de bătălie ar ieși în evidență, că ar purta palma repulsiei.” Dar mulțimile se adunau la galerie atrase de o „teribilă fascinație” față de imaginile cu cadavre mutilate, ce aduceau newyorkezilor realitatea îndepărtatelor câmpuri de bătălie. Privitorii examinau detaliile cu lupa. „Nu ne-am dori să fim în galerie când una din femeile ce se pleacă asupra lor ar recunoaște un soț, un fiu, un frate în șirurile nemișcate, fără viață, de trupuri ce zac pregătite pentru groapa comună”.

### Picturile murale ale căpitanului James Hope
Căpitanul James Hope din Regimentul 2 Infanterie Vermont, artist profesionist, a pictat cinci mari picturi murale bazate pe scene din luptă, pe care le schițase în timpul bătăliei de pe Antietam. El primise ordine să cerceteze și să cartografieze zona, deoarece era rănit. Operele au fost expuse în galeria lui de la Watkins Glen, New York, până la moartea sa, în 1892. El a vândut și reproduceri ale acestor picturi. În 1930, operele originale au fost deteriorate la o inundație. Picturile murale originale au fost expuse într-o biserică mai mulți ani. În 1979, National Park Service le-a achiziționat și le-a restaurat. Au fost prezentate în cartea Time-Life din 1984 cu titlul Cea mai sângeroasă zi: bătălia de pe Antietam.

### Fotografii
Imaginile de mai jos sunt fotografii de Alexander Gardner, care a fost angajat de Mathew Brady și ale cărui fotografii au fost expuse în galeria Brady din New York în octombrie 1862. Alături de ele sunt și picturile murale ale căpitanul James Hope restaurate de National Park Service.

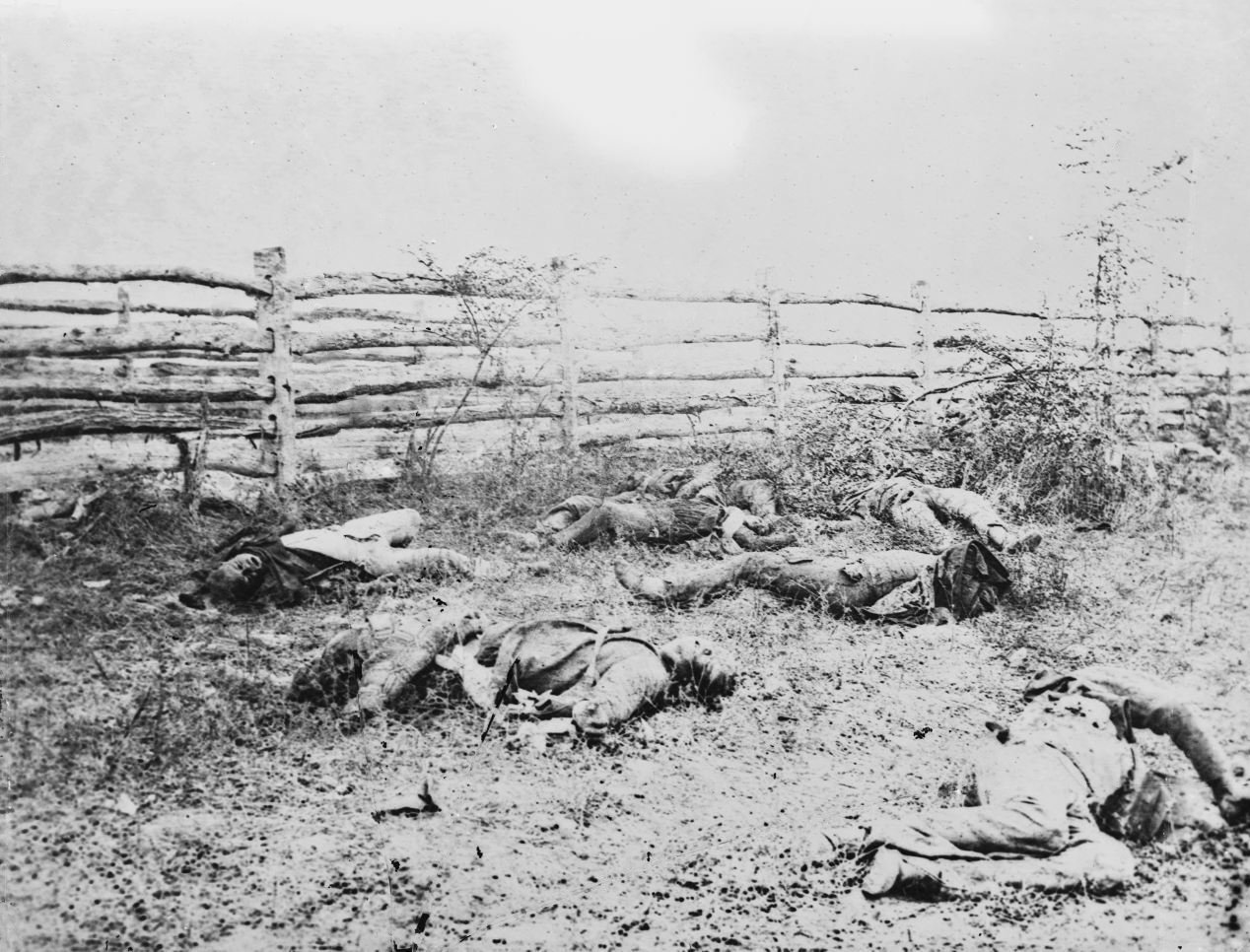
Soldați confederați pe câmpul de luptă de pe Antietam așa cum au căzut în spatele gardului de pe Drumul Hagerstown, septembrie 1862 de Alexander Gardner
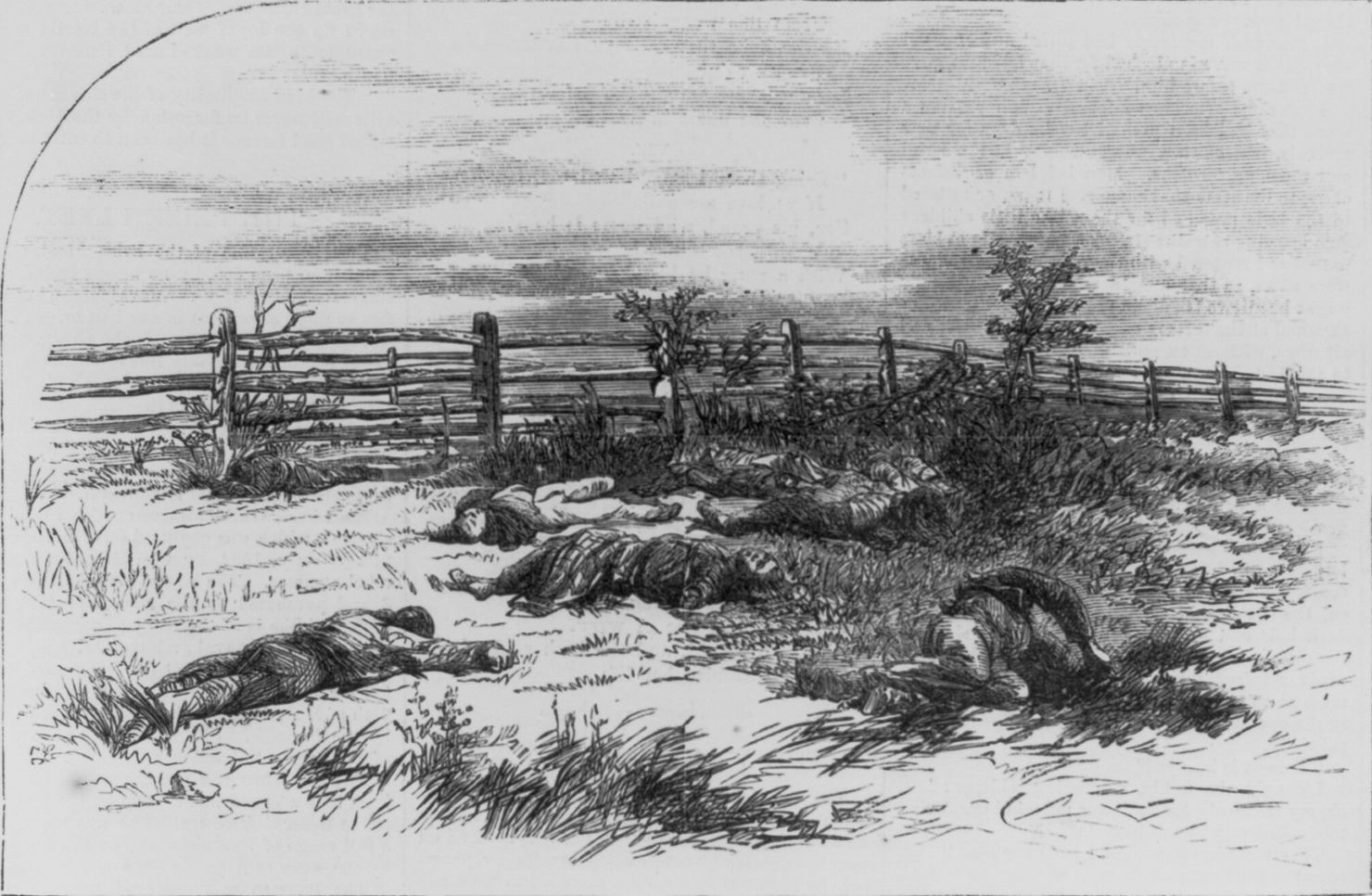
Desen din Harper's Weekly⁠(d) cu soldați morți pe câmpul de luptă de pe Antietam, după o fotografie de Gardner
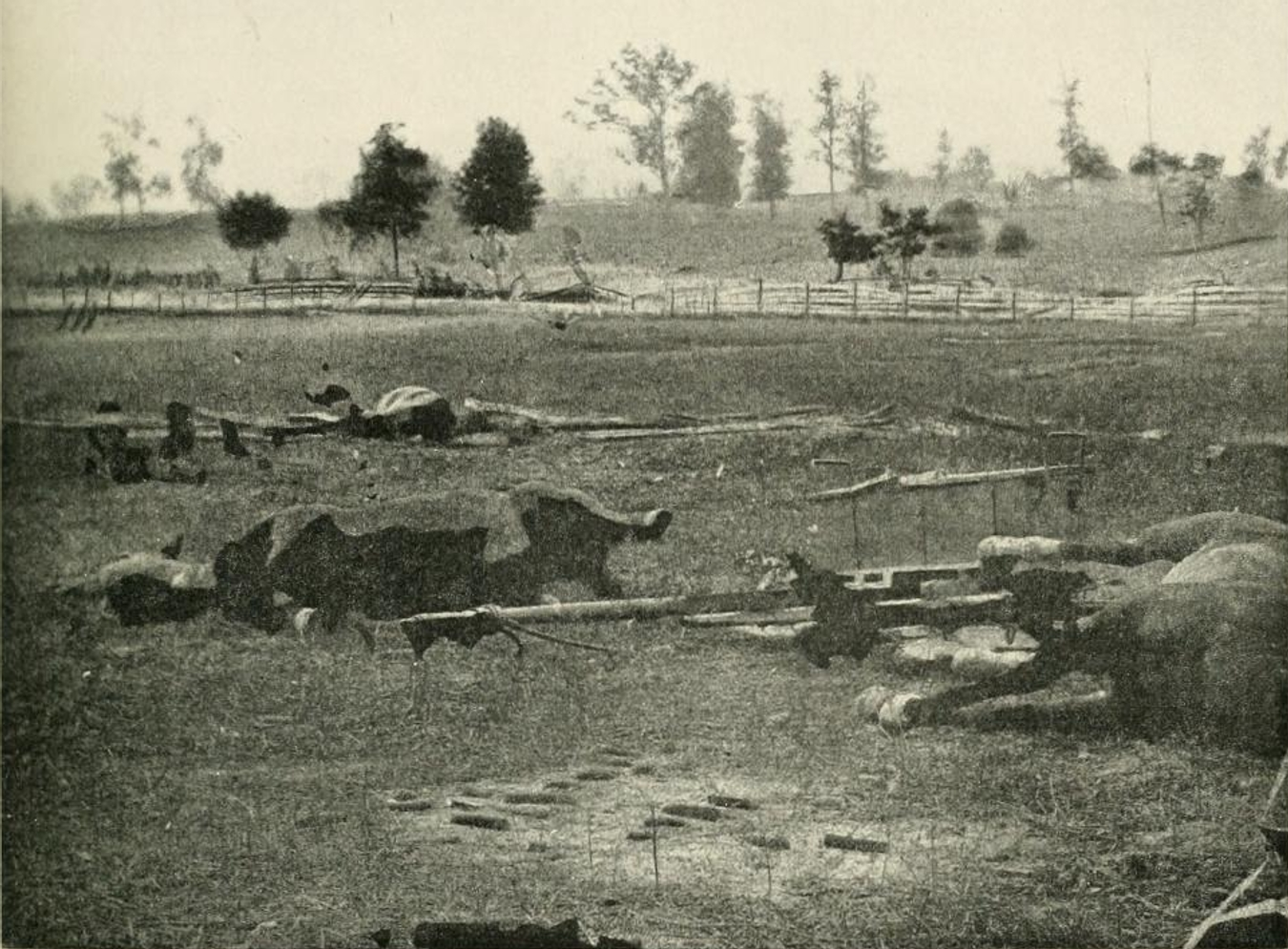
Cai confederați morți și afeturi de tun distruse pe câmpul de luptă de pe Antietam
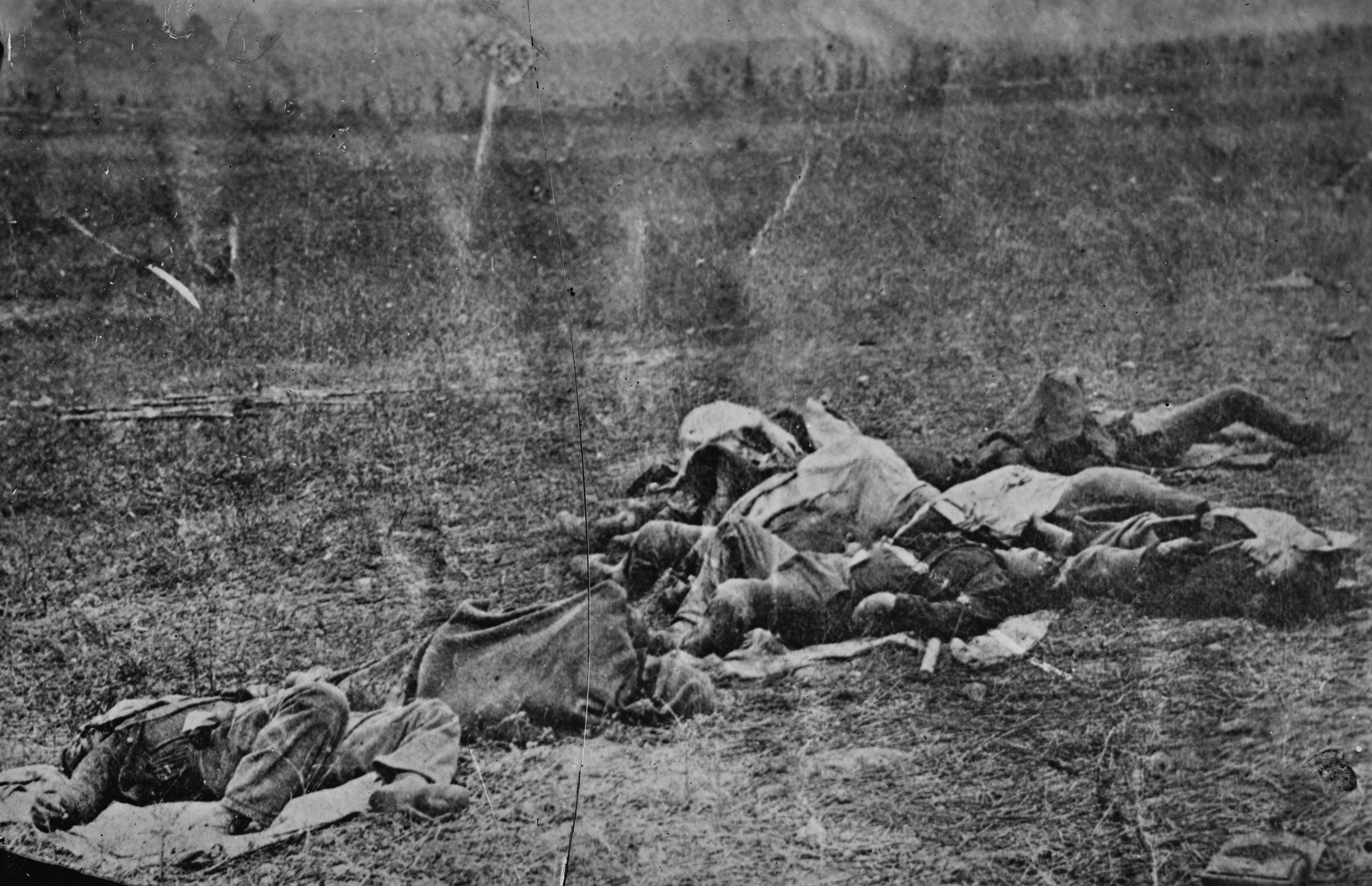
Morți pe câmpul de luptă de pe Antietam
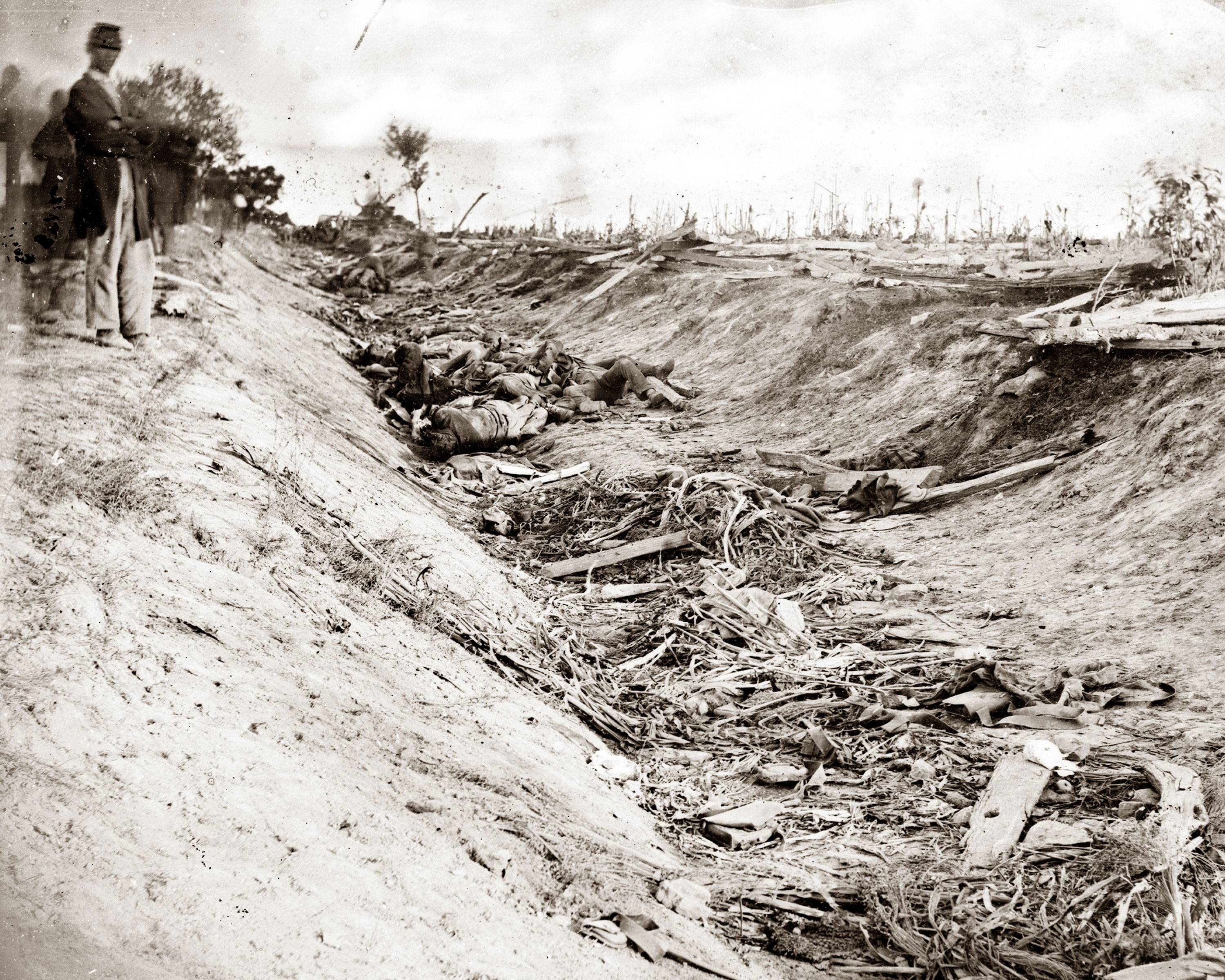
Confederați morți pe Calea Sângelui, vedere către est de pe malul nordic. Fotografie de Alexander Gardner.
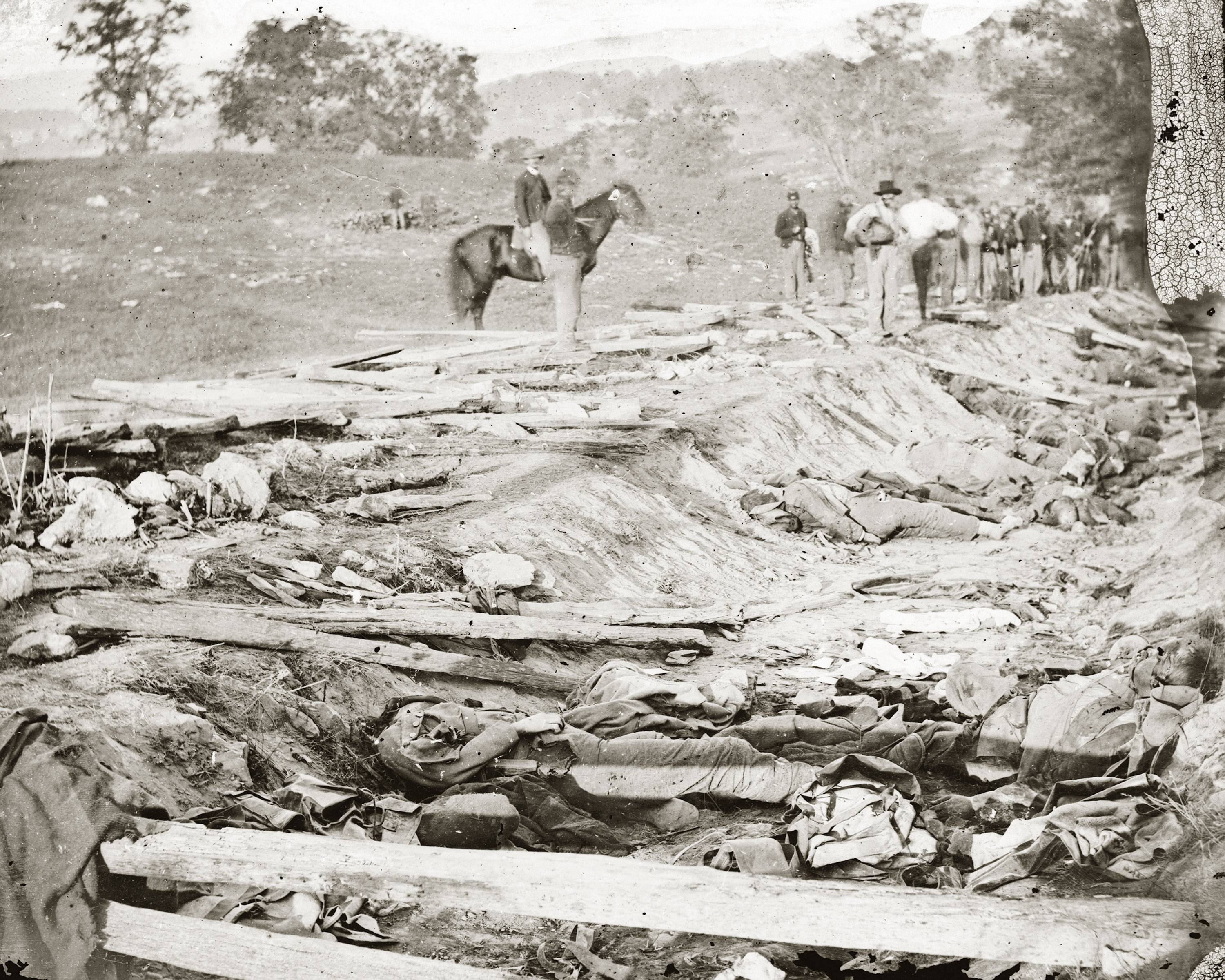
Confederați morți la Calea Sângelui, vedere spre nord-est de pe malul sudic. Fotografie de Alexander Gardner.
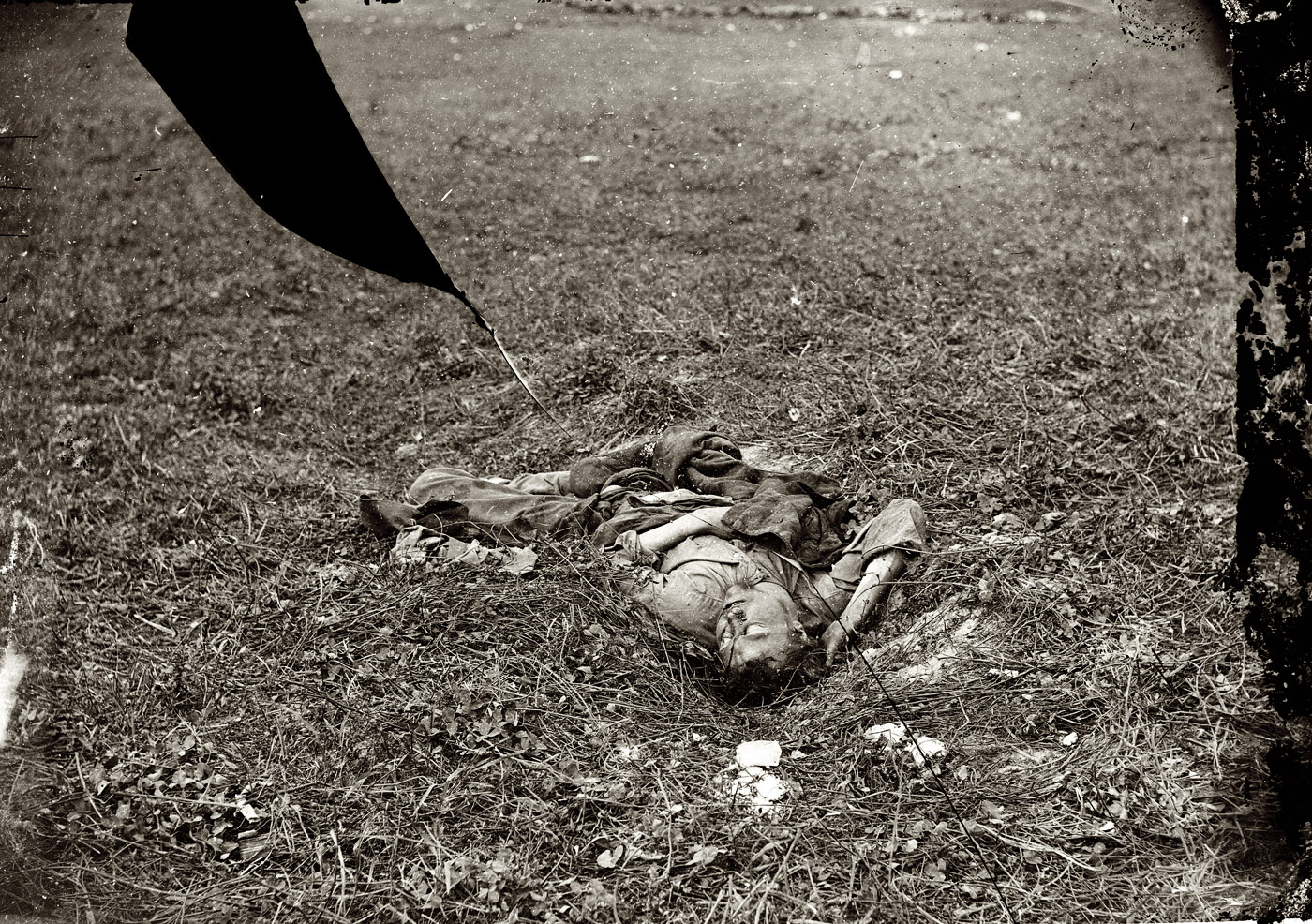
„Soldat confederat care, după ce a fost rănit, s-a târât evident într-o mică ravenă pe coasta dealului, unde a murit”.[74] Fotografie de Alexander Gardner.
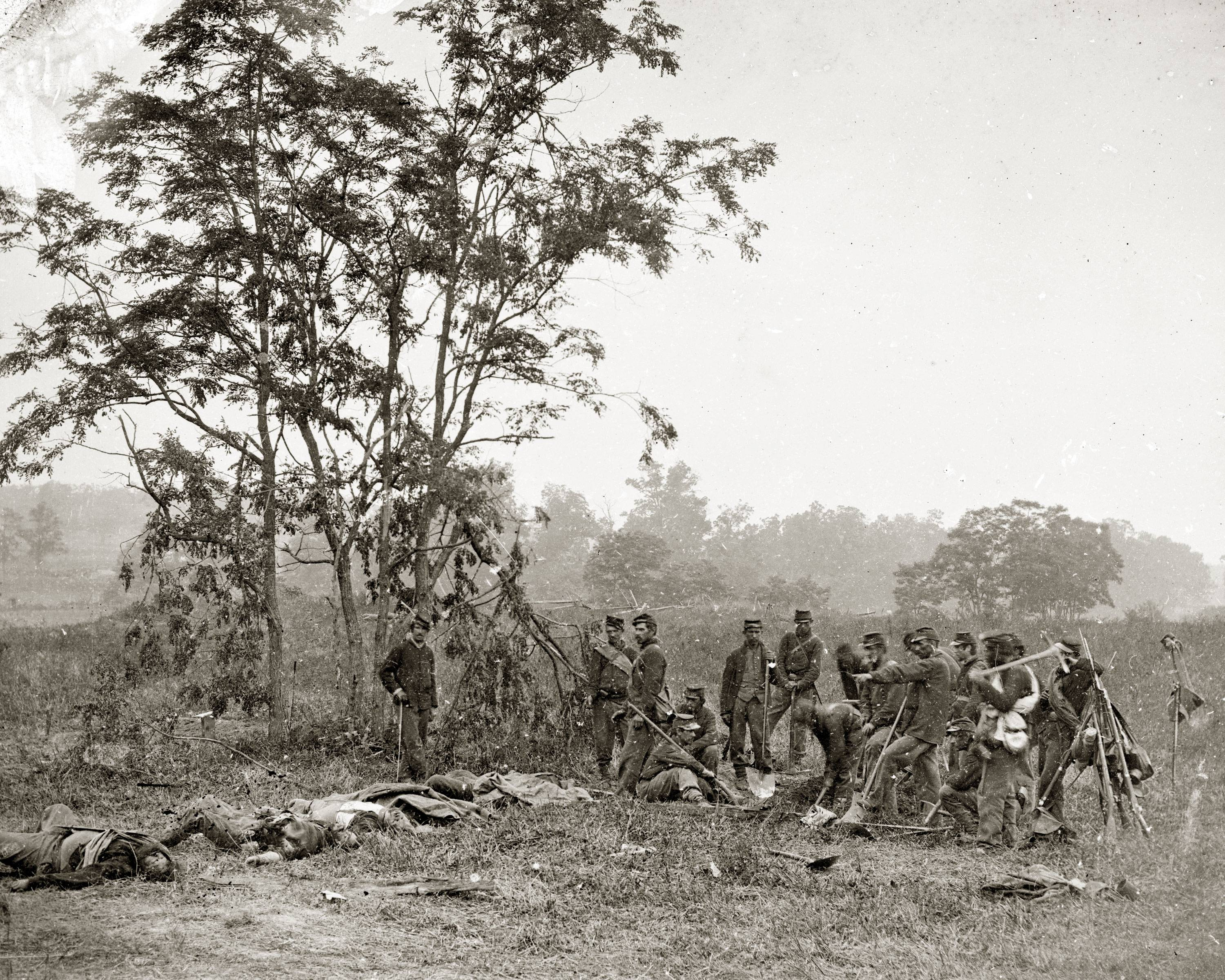
Grupă de înmormântare federală, fotografiată de Alexander Gardner
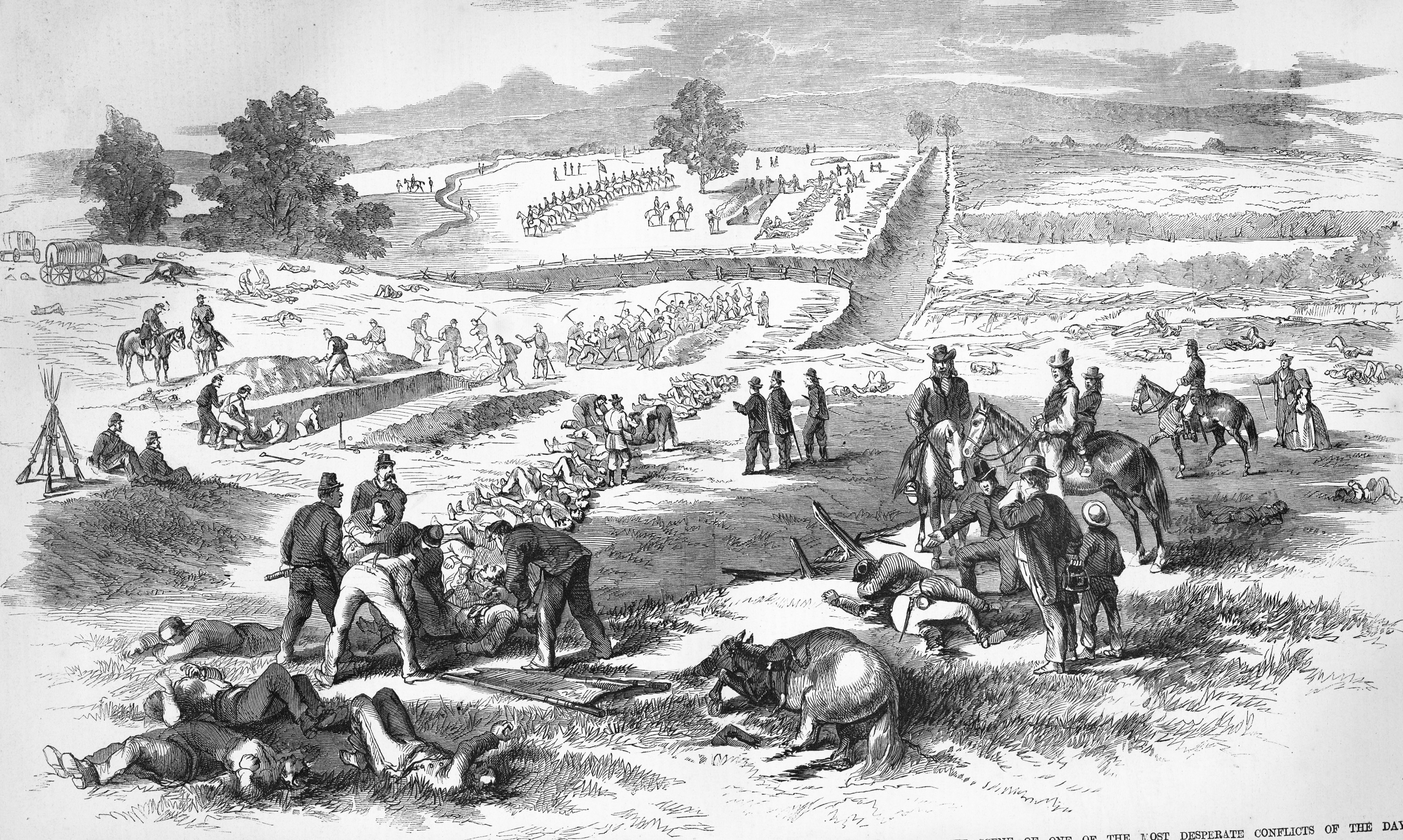
Înmormântarea morților unioniști pe câmpul de luptă de pe Antietam
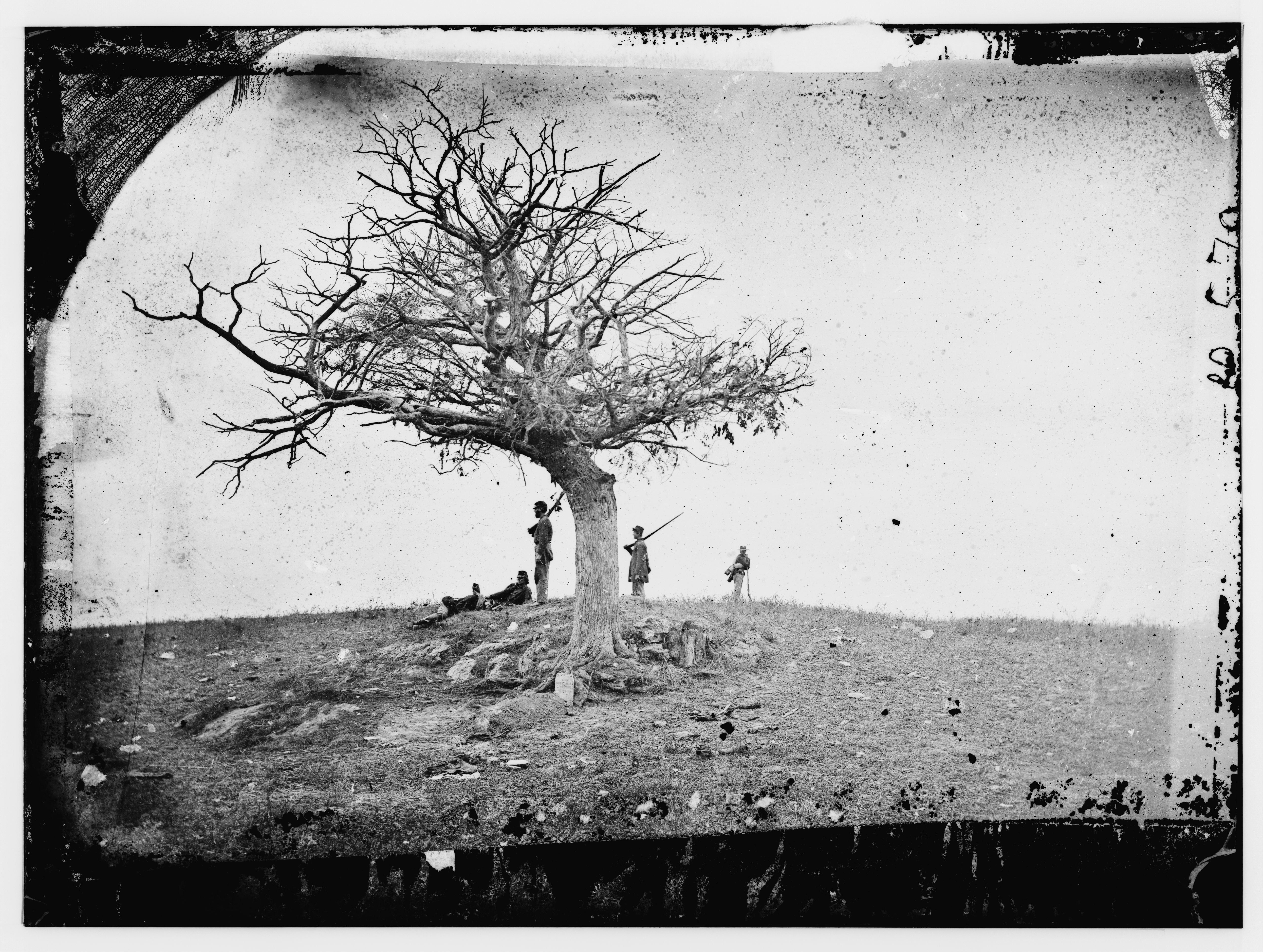
„Mormânt singuratic” — mormânt federal la Antietam fotografiat de Alexander Gardner
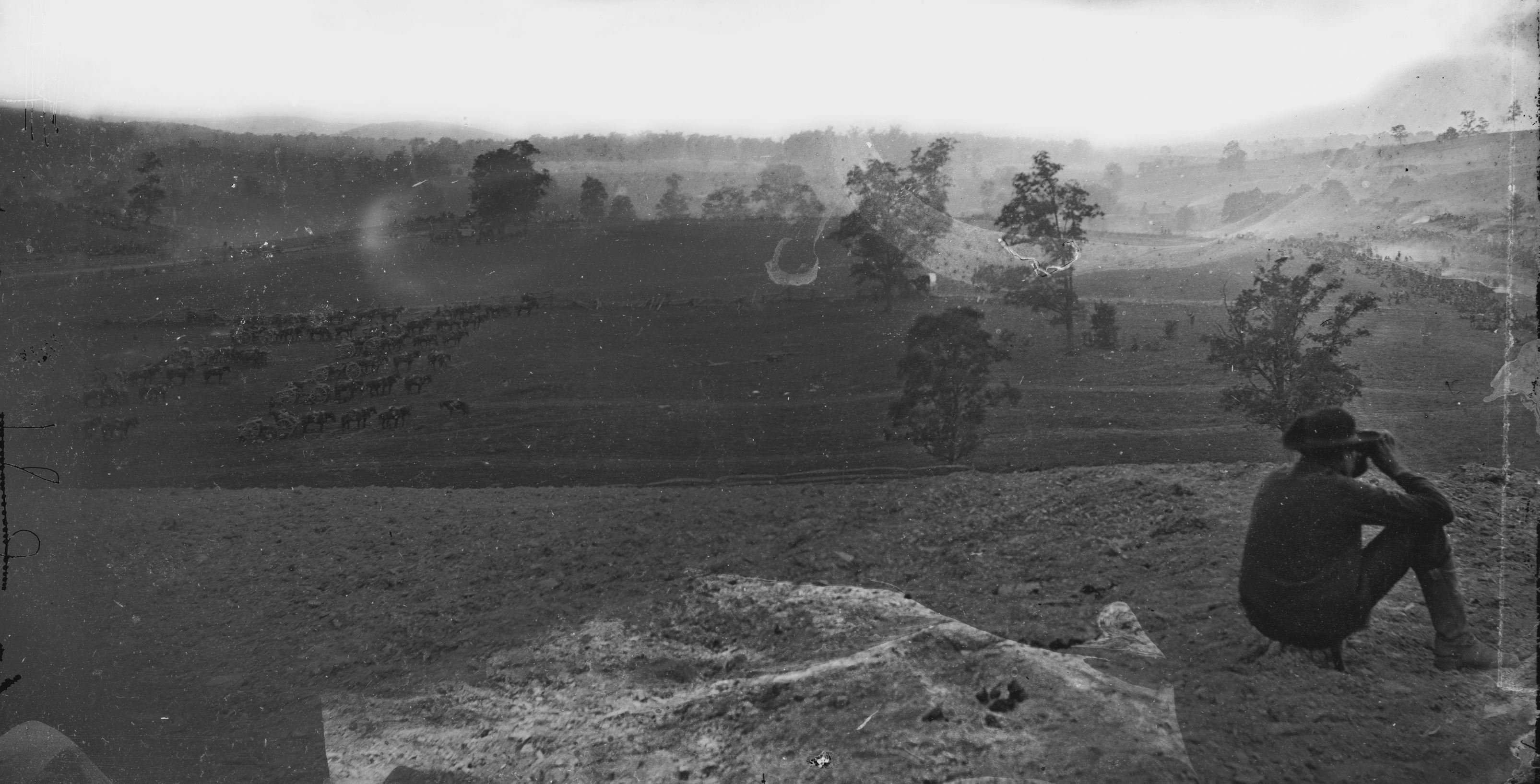
Fotografie de pe câmpul de luptă de pe Antietam făcută de Alexander Gardner
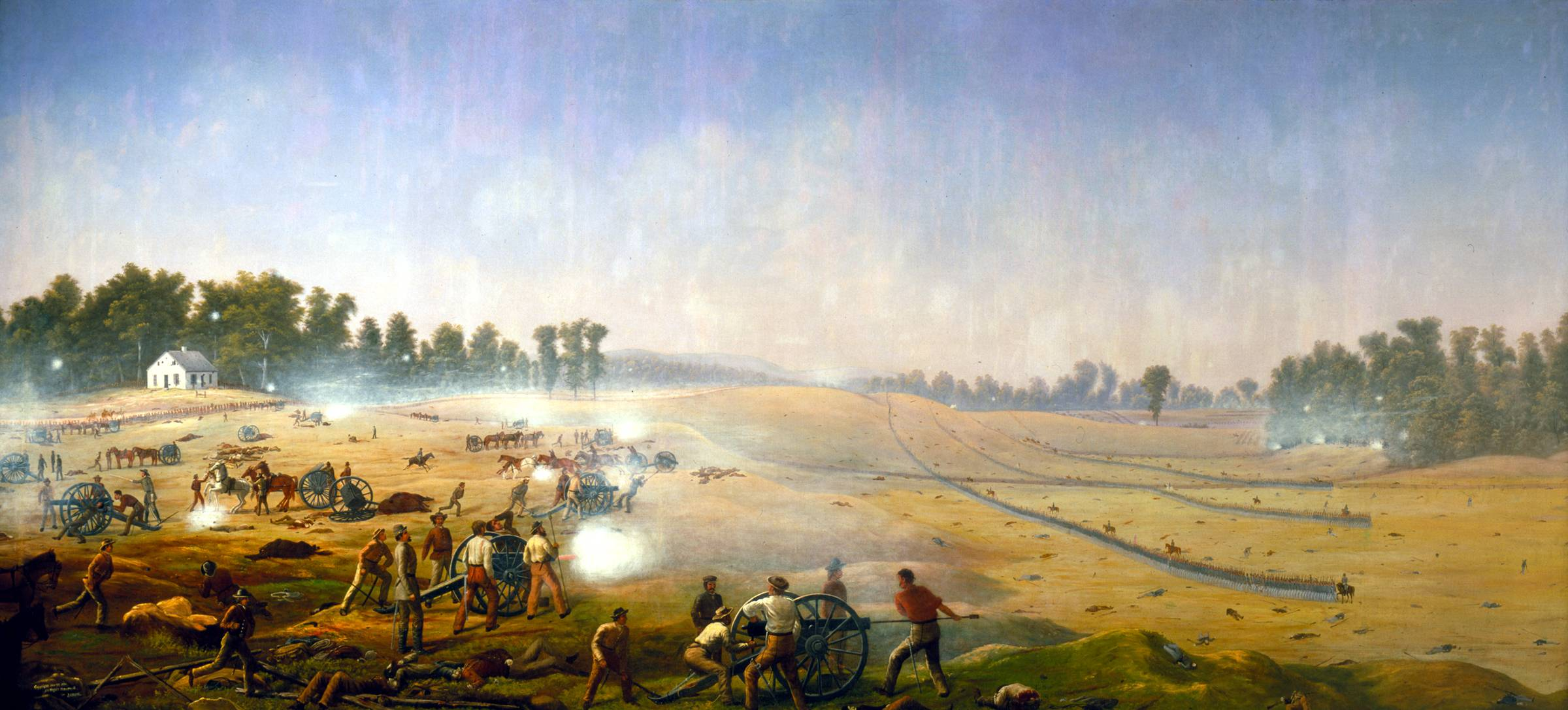
Infern de artilerie, de căpitan James Hope (biserica dunkeristă se vede în stânga)
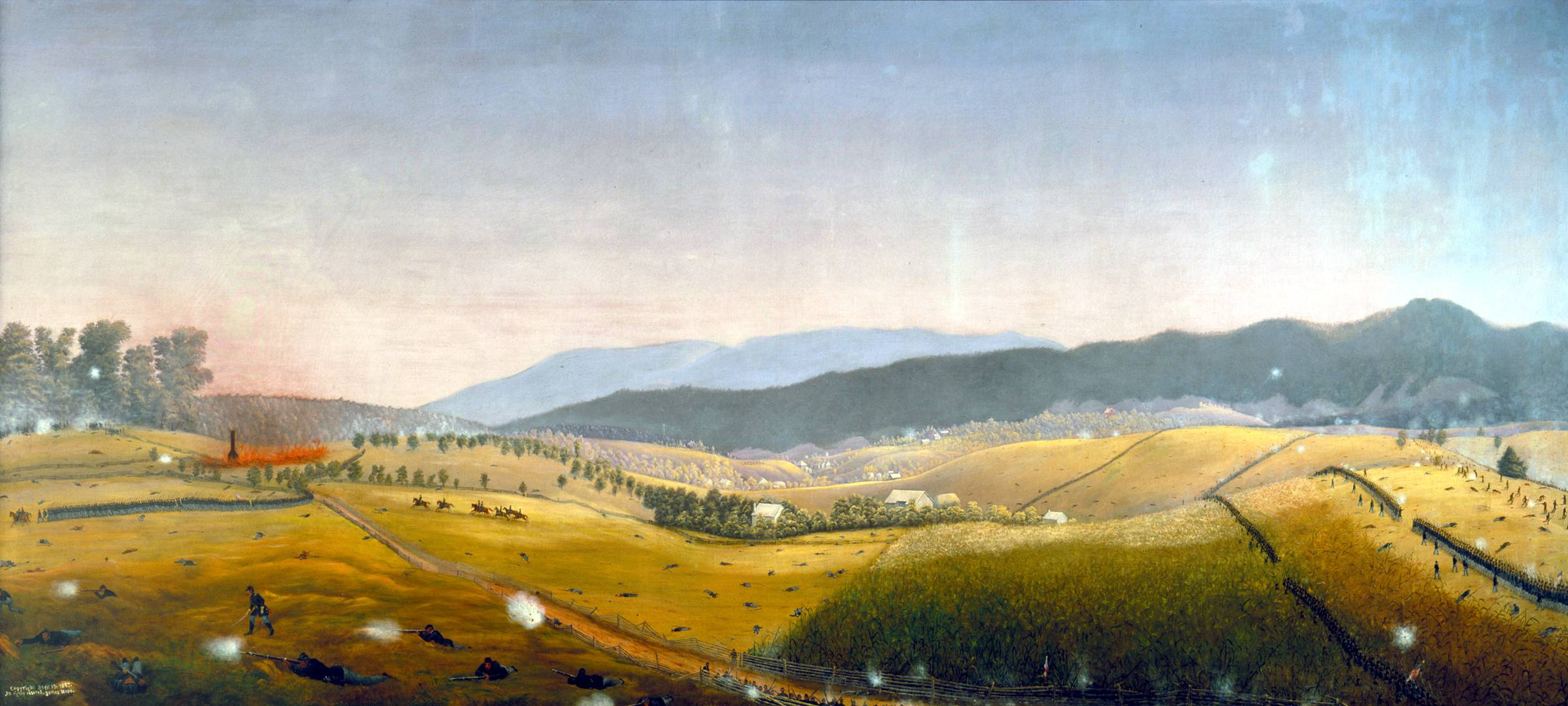
„Cot fatidic” — dimineața târziu, privind spre est către Ferma Roulette de căpitanul James Hope
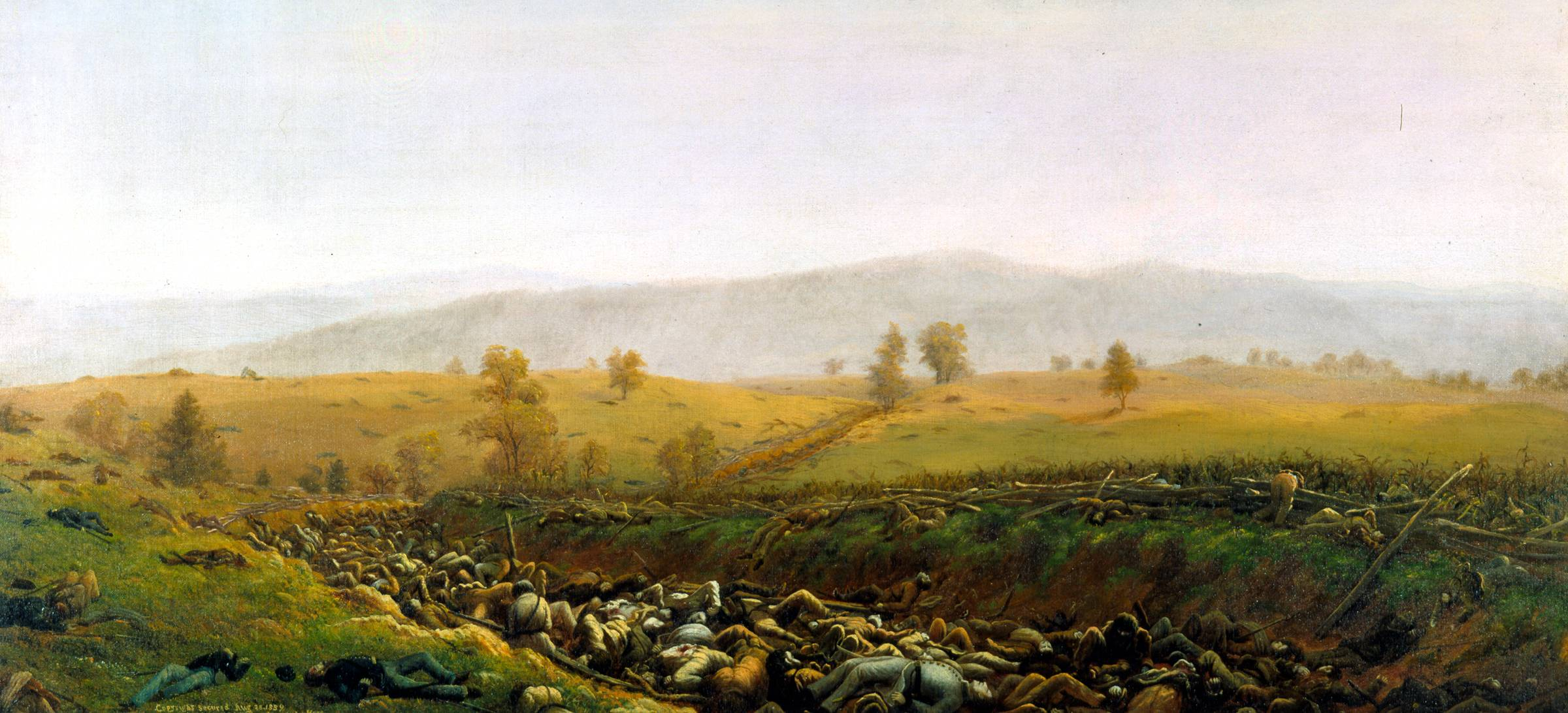
„Urmările de la Calea Sângelui” de căpitanul James Hope
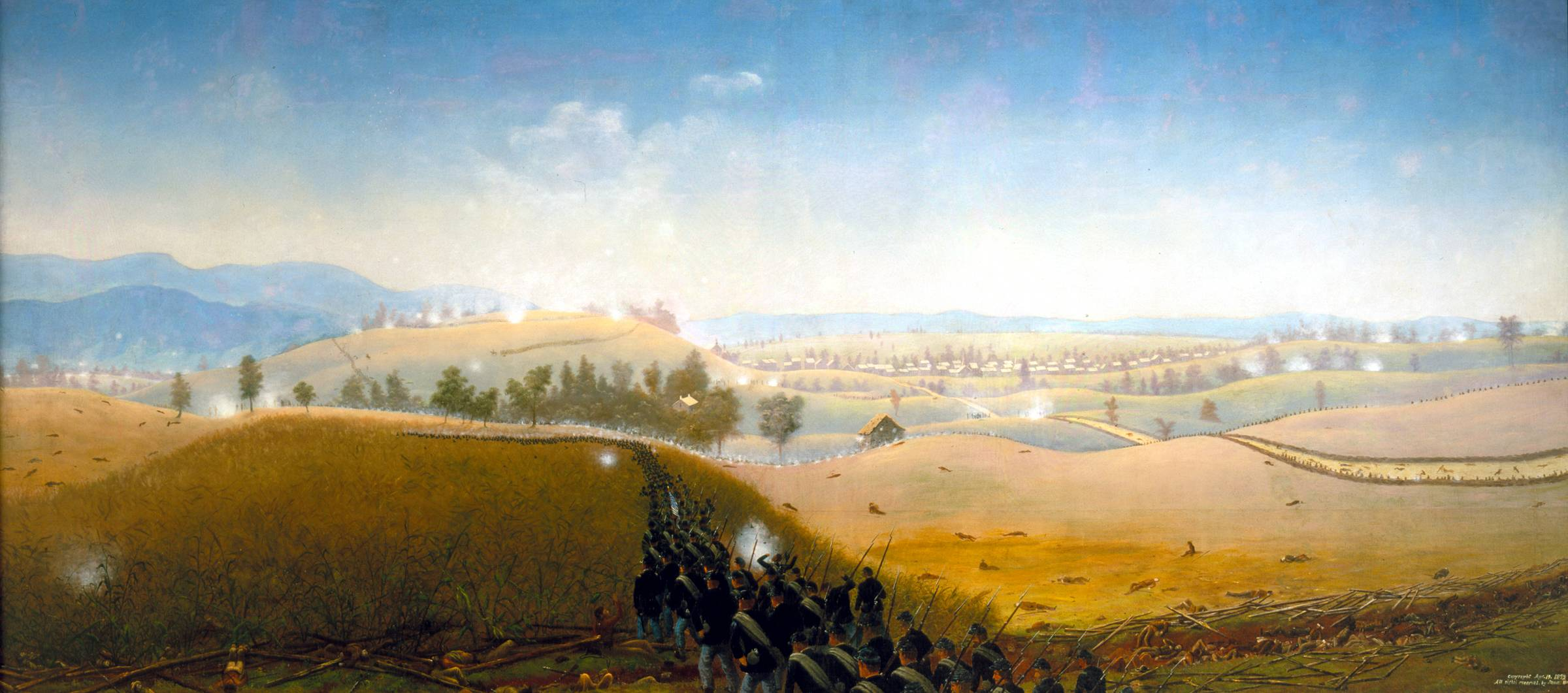
„Vitejie irosită” de căpitan James Hope
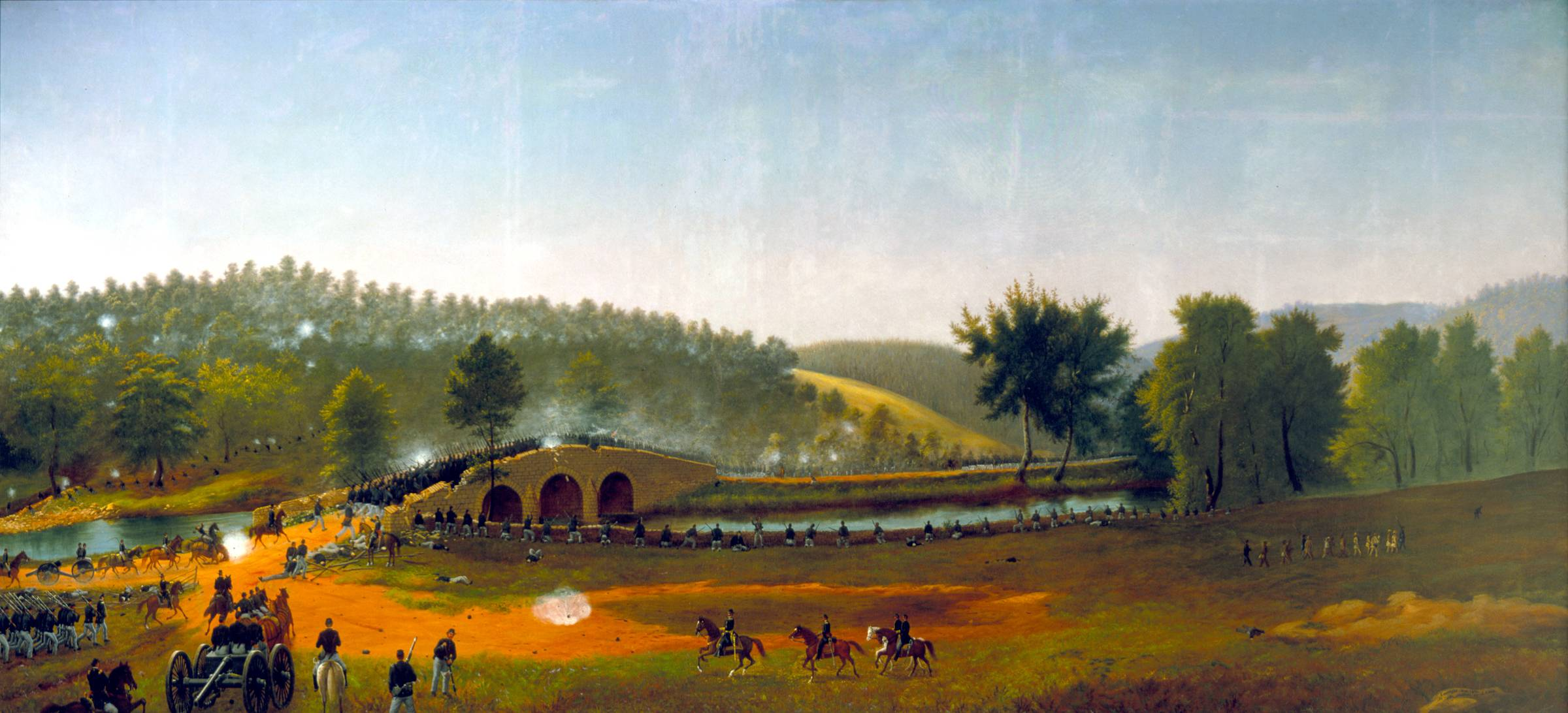
Podul lui Burnside de căpitan James Hope
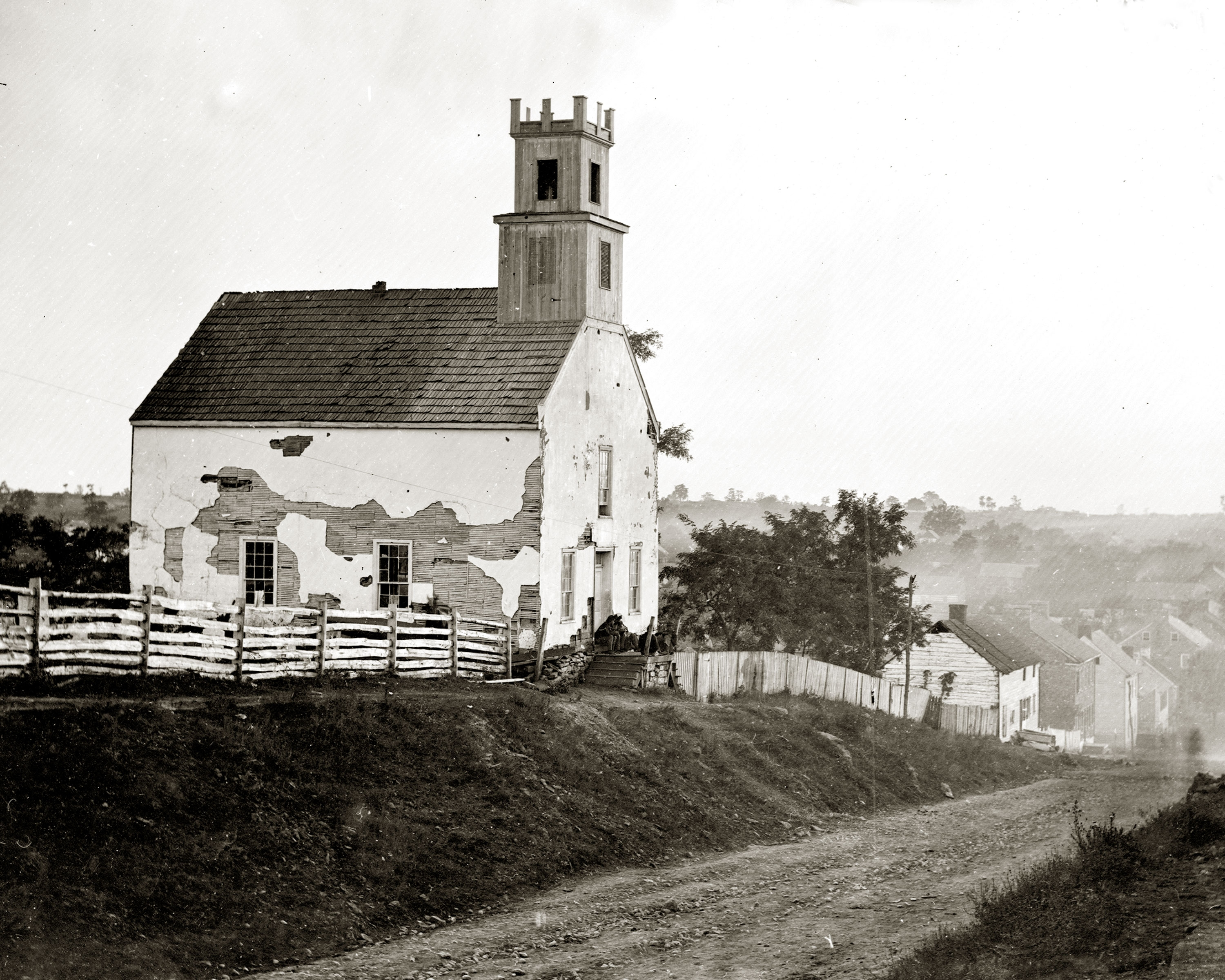
Biserica luterană de la est de Sharpsburg marchează capătul ofensivei unioniste din timpul bătăliei de pe Antietam, 1862.

## În cultura populară
Bătălia de pe Antietam a fost prezentată la începutul filmului Glory (1989), regizat de Edward Zwick⁠(d), cu Matthew Broderick, Denzel Washington, Cary Elwes, și Morgan Freeman. Scena înfățișează rănirea căpitanului Robert Gould Shaw⁠(d) din Massachusetts.
În Hell on Wheels, sezonul 1, episodul 8 („Deraiat”), fostul locotenent din Armata Uniunii⁠(d) poartă o sabie confederată pe care a luat-o drept trofeu la Antietam, pe care a numit-o „o victorie glorioasă”. Cullen Bohannan, un fost soldat confederat⁠(d), nu este de acord cu evaluarea aceasta a ceea ce Bohannon numea bătălia de la Sharpsburg. Locotenentul, care fusese în Regimentul 51 Pennsylvania, care luase cu asalt Podul lui Burnside, credea că soldații confederați fuseseră puși pe fugă speriați. Bohannon l-a corectat, explicându-i că forțele confederate s-au retras de la Podul lui Burnside pentru că au rămas fără muniție cu care să tragă în soldații unioniști, care se tot aliniau ca la un pluton de execuție, să fie împușcați ca „peștii într-un butoi”. Animozitatea celor doi și puncte de vedere opuse pe tema ciocnirii reflectă diferitele lor filosofii și reprezenta un semn rău pentru rezultatul misiunii lor comune din acest episod.
Producătorul de cerneală⁠(d) din Massachusetts Noodler's vinde o marcă de cerneală numită Antietam. Culoarea este un maro-roșcat.